# ミニ四駆

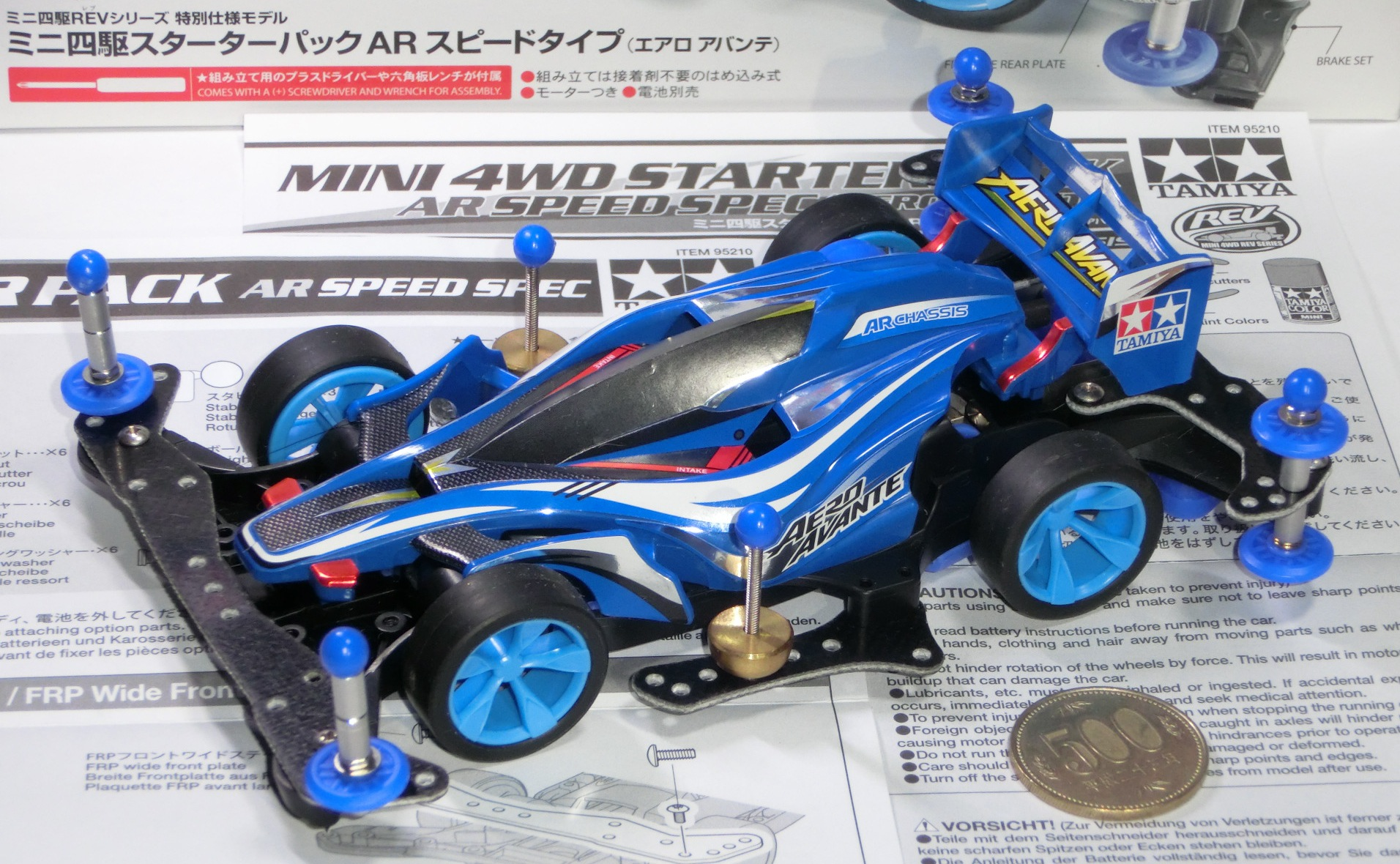
ミニ四駆REV エアロアバンテ（画像は「ミニ四駆スターターパックAR スピードタイプ」版）。

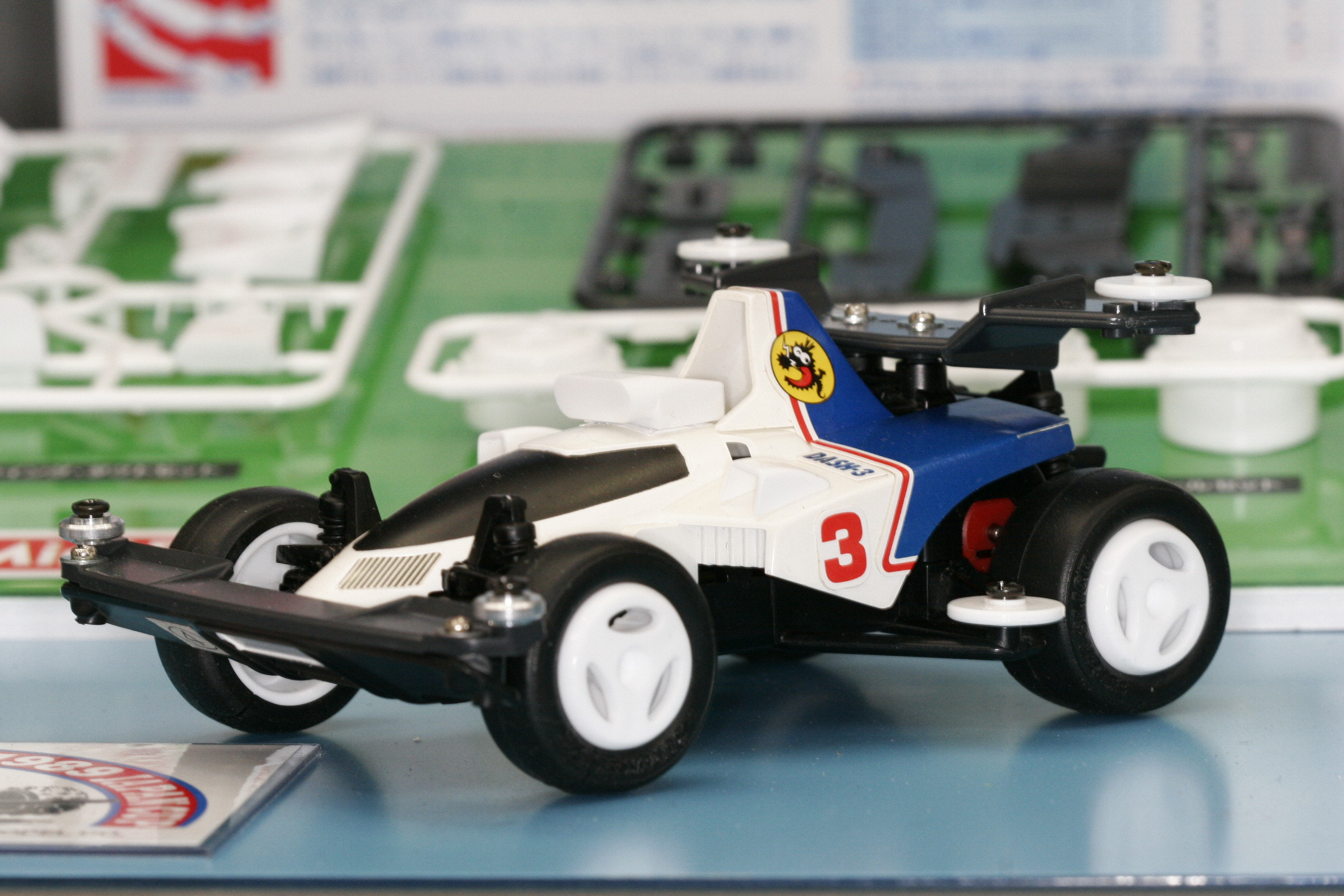
レーサーミニ四駆 ダッシュ3号 流星（シューティングスター）。ウイングはじめ各部に改造が施されており、オリジナルの状態とは異なる。

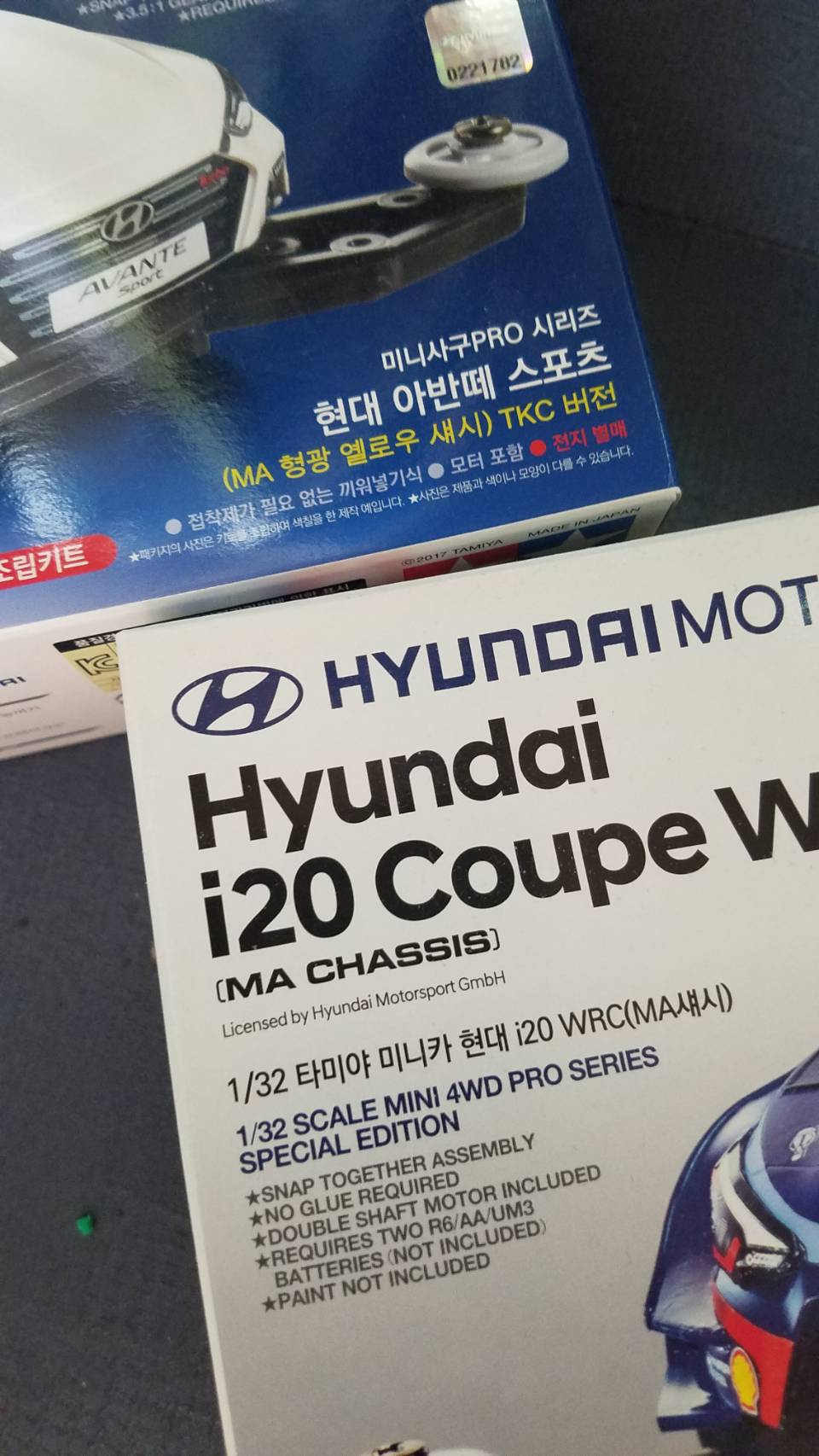
韓国語における表記方法の比較。ヒュンダイ・アヴァンテスポーツ(上)では｢ミニ四駆(ミニサク、미니사구)｣、同・i20クーペWRC(下)では｢ミニカー(미니카)｣と表記されている。

ミニ四駆（ミニよんく）は、タミヤが発売している小型の動力付き自動車模型である。小型電動機（モーター）を搭載した四輪駆動の模型で、単3型乾電池2本を動力源として走行する。モーターと電池はスイッチで直結されており、スイッチを入れると全開出力で前進し、2レーンや3レーン、または大会などで使用される5レーンのコースを走行させる物である。レースをする場合、軌道が固定されているのはスロットカーと共通であるが、走行中の出力調整は出来ないため、走行したら技能介入は全く出来ない。安価に各種部品が揃えられるため、理科教育などにも有効な製品である。
タミヤの登録商標であり（日本第2168392号ほか）、一般名称では無い。韓国では「ミニカー（미니카）」の名称で発売されているが、実際には｢ミニ自動車(ミニチャドンチャ、미니자동차)｣、｢ミニ四駆(ミニサク、미니사구)｣という表記が混在している。

## 概説
2度のブームにより日本で一番売れた自動車模型のシリーズである。発売30周年を迎えた2012年（平成24年）時点で、累計約420種以上の車種を発売し、販売台数は1億7000万台。

### 構造および機構
実車が存在しないオリジナルモデルは一部を除きタミヤが1/32スケールと称する大きさである。実在の車両がモデル化される場合は1/32スケールで作られることが多い。これは単3形乾電池2本が入りやすいようにしたサイズである。動力は単3形乾電池2本とFA-130サイズのモーター1個で、ギアとシャフトの組み合わせにより動力を前後の車軸に伝達し、4輪を駆動する。

### 駆動方式
いずれも四輪駆動方式である。
初期に発売されたミニ四駆シリーズ、コミカルミニ四駆シリーズでは、縦置きモーターからプロペラシャフト、ウォームギアを介して前後の各車軸に動力を伝達する。
レーサーミニ四駆シリーズでは、横置きモーターからカウンターギヤ、スパーギヤを介して前後輪いずれかに動力を伝達し、クラウンギヤとプロペラシャフトで前後の車軸を直結し、四輪を駆動する構造を取り、高速走行に対応している。
プロペラシャフト両端の二つのピニオン及び二つのクラウンギア、モーターのピニオン及びスパーギアとカウンターギアと呼ばれる2段ギアがそれぞれ一つで、計7個の歯車で減速、駆動している。減速比は種類によるが11.2 - 3.5程度で、ギア比を二つ選べる製品も多い。モーターに近い側の車軸を2段減速とし、そこからシャフトで分岐する形でクラウンギアを2段階してもう一方の車軸を駆動している。
ミニ四駆PROで採用されたMSシャーシ、MAシャーシでは、車体中央部に両軸モーターを縦置きに配置し、モーターの出力軸をプロペラシャフトとして前後輪を独立して駆動する。
MS、MA以外のシャーシではプロペラシャフトを取り外すだけで容易に二輪駆動（FM/スーパーFMではFF、その他ではMR）にする事もできる。なお、MS、MAの2WD化も在来機種用モーターを利用する（この場合MRとなる）、あるいは駆動させたくない側のギヤを抜き取る事により容易に可能である。ストック状態ではディファレンシャルを持たない、いわゆる「直結四駆」状態であるため、低速コーナーの多いコースでは敢えて二輪駆動にする者もいた。ただし、公式レギュレーションでは二輪駆動化およびプロペラシャフトのピニオン交換とワンウェイホイールの組み合わせによるパートタイム4WD化は禁止されている。ホイール側でディファレンシャル機構とするワンウェイホイールも販売されていたが、レースによってはレギュレーションで二輪駆動禁止、ワンウェイホイール禁止とするレースもあった。

### 組み立て
いずれの製品も基本的には組み立てに接着剤は一切不要であり、はめ込みまたはビス止めで組み立てることのできるスナップフィットキットになっている。ただし、タイヤなど一部に接着した方が好ましい部品、ブレーキスポンジやスタイリングメッシュのように接着が前提となる部品がある。特にスポンジタイヤの場合、大抵は両面テープが添付されている。改造・補修する際も接着剤が多用されるが、シアノアクリレート系（瞬間接着剤）やFRP接着用のエポキシ樹脂系接着剤､スタイリングメッシュ用のゴム系接着剤などが利用される。

## 機構
ミニ四駆を構成する各部分について説明する。

### シャーシ
ミニ四駆の土台となる部分。各シリーズとも、電池ボックスとスイッチ、モーターマウント、ギヤボックスが一体形成される。モーターやギアといった走行に必要な各種パーツを組み込むとともに、中央には電池を入れる空間がある。当初より、電池とモーターを繋ぐ配線を付属のターミナルで行う方式を取った。子どもでも容易に組み立てることができたほか、誤配線、故障の軽減にも繋がっている。
レーサーミニ四駆以降のモデルでは、前側に同社のRCカーを模したバンパーが一体成型された。極初期のモデルを除き両端にガイドローラーを設置することができるネジ穴がある。ゼロシャーシからは後側に別売りのリアバンパーパーツを付けられるように穴が空いており、スーパーFMからはバンパーが付属(一部例外あり)。MS、MA、ARシャーシはシャーシと一体成型となっている。なおシャーシと別体になっているリアバンパーはスーパーX/XX、TZ-X、VS、スーパーⅡの世代を境として以前の世代が底部ビス1点支持、以降の世代が後端部2点支持となっているので注意を要する。前述5シャーシは両対応であり、それゆえ3点支持とする｢Item No:15412 カーボン強化リヤダブルローラーステー(3点固定タイプ)｣も存在する。
モーターの位置は、最も一般的な後方に置くもの、フロントマウント(FM/スーパーFM/FM-Aシャーシ)、ミニ四駆PROシリーズの中央に置くものがある。それに伴い、PRO用とそれ以外ではモーターの形状(出力シャフトの長さ)が異なるのでこちらも要注意である。
技術力のあるヘビーユーザーは「井桁」「鳥居」と呼ばれる、まるで自作シャーシのような様相を呈した改造シャーシを使用する場合が多い。また、近年では
- 2012年頃の「ヘルクライム」（数十cmほどの高さを一気に上り、ブリッジを経由して急下降。その落差ゆえ地面に追随して走るのは困難である）
- 2014年ジャパンカップより登場した「フジヤマチェンジャー」（高低差＋チェンジャー故の左右の動きでコースアウトを誘発する）
- 2015年Jカップ「プラウドマウンテン」（ストレートで加速したところに、まるでジャンプ台の如く「山」となったスロープが設けられている）
- 2016年Jカップ「ジ・アルプス」（「ヘルクライム」のバージョンアップ版といえるモノで、下り坂の一部が凹んだ形状になっている）

……などアップダウンが強烈な立体セクションが度々登場しており、スピード制御が適切でないとジャンプしすぎたり着地時の衝撃で跳ね返り、コースアウトが発生する。対策として、トレーリングアーム式サスペンションを搭載するマシンも一部には存在する。なお、井桁・鳥居やサスペンション搭載マシンはタミヤ純正パーツ群のみを使用している限りレギュレーション違反にはならない。だが、完全な自作シャーシ、シャーシの換装によるもの以外のホイールベースの変更は、公式レギュレーションで違反となる。
シャーシには主に｢当時物｣のレーサーで採用されたタイプ1シャーシ、タイプ2シャーシ、タイプ3シャーシ、タイプ4シャーシ、タイプ5シャーシ、FMシャーシ、ゼロシャーシ、スーパー/フルカウルで採用されたスーパー1シャーシ、スーパー2シャーシ、スーパーFMシャーシ、スーパーTZシャーシ、スーパーTZ-Xシャーシ、エアロ/マイティで採用されたスーパーXシャーシ、スーパーXXシャーシ、VSシャーシ、PROのMSシャーシ、MAシャーシ、REV･レーザー以降の世代に当たるARシャーシ、FM-Aシャーシ、VZシャーシがある。(シャーシとシリーズの区分は大まかなものであり、例外も多数存在する。)

### ボディ
ミニ四駆の外装となる部分。シャーシの上に被せる内部機構を覆う蓋（カバー）で、車体の剛性にも大きく寄与する。当初は実車を模したものが使われたが、タミヤRCバギーを小型化したものもあり、それらはRCカーの名称に「Jr（ジュニア）」が付く。素材はABS樹脂製のものが大半だが、主に交換用パーツとしてポリカーボネート製のものも存在する（キットに入っている場合もある）。ミニ四駆用にデザインされたボディは空力性能（エアロダイナミクス）を謳っている商品も多いが、スケールの関係や、空力性能を謳う部分以外の場所に小さな凹凸が存在し、総合的に見ると空力の完成度は低い。モーターや電池の冷却用エアインテークのため、または軽量化のために、軽め穴を開けるいわゆる肉抜きの改造を行う者も多かった。また、かつては様々な自作ボディを使用するユーザーもいたが、現在はタミヤ公式大会での公式レースでの使用は禁じられている（例えば3Dプリンターなどの宣伝目的のイベントなどでは、それらを使用する場合などがある。また、公式大会でも競技以外のコース等で見かける場合はある）。

### パワーソース

#### モーター
キット添付のモーターはマブチFA-130で、構造上、寸法が全く同じモーターしか使用できない。ミニ四駆用FA-130モーターの大きな特徴として、市販のFA-130モーターでは接点に半田付けされているリード線が初めから装着されていない点がある。ミニ四駆では配線にターミナルを用いており、リード線が不要なためである。長きにわたりマブチモーター製のものが使用されたが、同規格の他社製モーター（SMC社製）などが同梱されるものもある。
MS、MAシャーシ（ミニ四駆PRO）ではFA-130モーターのエンドベル側からも出力できるよう動力軸を延長した両軸モーターが使われる。フルカウル、スーパー、マイティ、エアロには、一部車種でシャーシを変更して発売されるプレミアムやスペシャルモデル以外には添付されない。
当初はFA-130モーターが同梱されたが、レーサーミニ四駆でのレースが盛んになるに伴い、タミヤ純正・非純正の、各種の高性能モーターが発売された。タミヤの開催する公式戦では、個人による改造や他社製品のほか、純正のグレードアップパーツのモーターでも禁止された型番もあり、速さの絶対的な差につながる改造を抑制していた。スロットレーサー用のモーターではカーボンやグラファイトブラシの使用など極端なものが存在した（もっとも、後にはタミヤ純正品でもカーボンブラシモーターが登場することになる）。
また、モーターに接着するアルミ製ヒートシンクも、｢放熱フィン｣の名称でGUPとして用意されている。

### 電池
単三電池2本を使用する。通常ミニ四駆の部品の中で最も重い部品となる。マンガン乾電池は非力なため、レース等ではアルカリマンガン乾電池、あるいはパワーに加え経済性の理由もあって充電式電池を使用することがもっぱらである。
2020年6月現在、公認競技会規則では特例なき限りタミヤブランドの電池（同月販売されているものはアルカリ電池の｢パワーチャンプRS｣、Ni-MH電池の｢ネオチャンプ｣の2種類）のみが使用を認められている。また、とりわけ2015 - 19年までの動向として、ジャパンカップのみ富士通(FDK)製のアルカリ乾電池を使用できる。
かつての状況として、Ni-Cd電池はタミヤブランドでもミニ四駆向け（黄色、橙・黄緑のラベル）、ラジコン向け（灰のラベル）があり充電器も豊富だった。公式戦ではタミヤブランドで販売されていた「パワーチャンプゴールド(絶版品)」や、スポンサーでもあった富士通製のアルカリ電池を指定していた時期（所謂第2次ブーム期、主にマグナム系マシン用の富士通カラーステッカーが配布されたこともある）もあり、充電式電池はタミヤも富士通も原則禁止だった時期（Ni-Cdの市場からの消滅とNi-MHの高性能化の時期と重なる）もある。

### ギア
ギアの数はモデルによって異なるが、レーシングタイプではPROで6個（ピニオン×2含む）、従来型でも6個（ピニオン含む、プロペラシャフトは一式で1個とカウント）使用している。加速重視用と最高速重視用の、異なるギアレシオのセットが付属することが多く、組み合わせるモーターとの相性で選択することができた。オプショナルパーツとして、モーター出力軸に取り付ける金属製のギアや、カーボン配合の強化ギアや、GUPとして売られているギアレシオのセットがある。また、公式大会の会場で販売されていたものもあった。

### シャフト
通常、前後のドライブシャフトには鉄製の六角断面シャフトが使用される。カスタム用パーツに軽量化された中空ドライブシャフトとブラック強化シャフトが存在し、素材としてはステンレスやチタン合金が使用されたものも存在する。またプロペラシャフトに関しても中空シャフト仕様が存在する。前後のドライブシャフトとフレームを介しホイールと接する部分、いわゆるハブは、ノーマルではプラスチック部品にハトメ（ブッシング）を組み合わせたもの（ARシャーシからはPOM製のプラベアリング）だったが、オプショナルパーツとしてベアリングタイプのハブが販売されている。チューンナップモーターと並ぶ定番パーツで、その定価は600円と、キット価格に匹敵した。また、上述のPOM製のプラベアリングも販売されている。今現在トップグレードのHGベアリングは四個で定価1,400円となっている。

### タイヤ・ホイール
レーサーミニ四駆およびその後継モデルのタイヤ・ホイールに関しては、以下のように分類される。
サイズ
大径・中径・小径
一般的に大径はスピードの伸びに優れるが安定性に欠け、小径はスピードの伸びこそ大径に劣るが、低重心になるため安定性に優れる。また公式大会の芝など路面に対するギミックに対しては最低地上高が大きい大径タイヤが有利になる。フラットユーザーの中には、さらなる高速化を狙い、大径タイヤに他のタイヤをかぶせてさらに大きくしたもの（俗に大大径、超大径と呼ばれる）を製作するケースも見られる他、大径と小径の中間的特性がある中径タイヤを製作する場合もある。
形状
バレル・スリックタイヤ・溝あり・中空タイヤ・ワイド・ナロー
ハードユーザー、特に俗に「カツフラ」と呼ばれる平面コースでの速さを追求したマシンでは路面との抵抗を極限まで減らすべく、極限まで細くしたタイヤを製作することもある。（レギュレーションでタイヤの太さ・径に上・下限があるため、この場合太さを稼ぐダミーとしてスポンジタイヤなどを装着する。）
ストック状態ではいわゆるスリックタイヤ状態なので、彫刻刀で溝を彫る者も多かったほか、かつてはスポンジタイヤ加工用の「タイヤサンダー」と呼ばれるツールがタミヤから発売されていた。
タイプ1・3シャーシ採用モデルではオフロード走行に適したピンスパイクタイヤを標準装備していたが、ベーシックスリックタイヤが発売される前はピンスパイクタイヤのピンを切除してスリックタイヤに改造するケースが存在した。
ホイール素材
プラスチック・炭素繊維強化プラスチック・アルミニウム
機構
特別な仕掛けが何も施されていないもの・ワンウェイホイール（デフギアの役目を果たす）・ステアリング機構

### ローラー
バンパー両端、サイドガード先端等に取り付ける案内車輪で、コースの壁面に接触させ、走行抵抗を軽減する。大きく分けて、
- 軸受け：プラスチックベアリングタイプとボールベアリングタイプ
- 素材：プラスチック製とアルミ製と全体がボールベアリングのもの
- 外周の形態：ゴムリングあり、プラリングあり、リング無し

に分類される。かつて汎用またはRC用のボールベアリングをローラーに転用するケースも見られたが、現在のルールでは禁じられている。6個まで付ける事ができる。7個以上付けるのが禁止（ただし、ローラー用パーツであっても固定され回らないものに関してはローラーと見なされず、逆にローラー用パーツでなくても回転すればローラーと見なされる。マスダンパーも規定ライン（前後ローラーの中心軸を結んだ線）より外側に付けてしまうとローラーと見なされる）。2018年以後は、特別ルールによりローラー数に制限がなくなり、マスダンパーも最大幅105mm以内ならOKとなっている。

### フロントステー・リアステー
フロントバンパーやボディ後方のビス穴を介して固定し、バンパーの強度確保やローラーベースの拡張に用いられる。これらのパーツは当初は別売りのグレードアップパーツのみとして販売されていたが、後にプラスチック製のものが付属するキットや、シャーシの設計段階で既に一体成型されているキットも発売されている。なお、一体成型型のステーであっても、軽量化やメンテナンス性拡充の目的、または前述の井桁・鳥居の作成のため、カッターのこなどを用いて切り落とすユーザーも存在する。
別売り品の材質としてはアルミ、ジュラルミン、FRPなどが使用されているが、2010年代に入ってからはカーボン製のステー用プレートも発売されている。カーボン製のプレートは1枚でミニ四駆本体の価格に匹敵する、またはそれを超える価格のものも発売されている。
2017年にはシルバーラメのカーボンが発売された。

### マスダンパー
マシンの上下動に連動して上下に可動する錘。この錘が着地時に衝撃を打ち消し、マシンのバウンドによるコースアウトを抑制する。走行に必須のパーツではないが、ジャンプやレーンチェンジなどの立体セクションを攻略するために用いるユーザーが多い。当初はミニ四駆純正のグレードアップパーツとして発売されておらず、同じ田宮模型製であり相互にパーツ流用が認められているダンガンレーサーのグレードアップパーツを応用して作成するユーザーが存在し、後にミニ四駆のグレードアップパーツとしてリニューアル発売されている。
基本的にはシャーシやフロントステー・リアステーのビス穴を用いて取り付けるものであるが、効果の向上や低重心化のために、FRPプレートを用いた可動式の骨組みや、ボディに固定したFRPプレートを介してぶら下げるように搭載する改造例も存在する。これらの改造は俗称で「提灯」「ヒクオ」などと呼ばれる。

### ブレーキ
ストレートコースでは必須のパーツではないが、テクニカルコースでは必要な場合が多い。上り坂の差し掛かりでコースに接触して摩擦によりスピードを下げるための部品。下り坂では車体が浮くため影響しない事が多い。
スポンジ製の製品が販売されており、アップダウン等でのコースアウトを防ぐ目的でシャーシ下部に取り付けられる。

## ミニ四駆のタイプとシリーズ

### オフロードタイプ
不整地路を走行させることができるタイプ。不整地路での走破性を優先するため、シャーシは最低地上高が大きい構造となり、ギア比もトルクが重視されている。ジムニーワイドやパジェロなどはオフロードタイプに含まれない。
ミニ四駆シリーズ
1982年（昭和57年）7月から発売された、ミニ四駆の原点となるシリーズ。現在は次のコミカルミニ四駆シリーズとともに「1/32 ミニ四駆シリーズ」となっている。第1号の「フォード・レンジャー 4×4」をはじめピックアップトラックが多く、スケールモデル風のリアルなデザインである。発売当初実車で流行していた、車体をリフトアップし大径のオフロードタイヤを履いたスタイルを模している。シャーシはモーターが縦置きで、プロペラシャフトから車軸への伝達はウォームギアである。横溝を刻んだゴム製のソリッドタイヤを装備している。
コミカルミニ四駆シリーズ
1984年（昭和59年）2月から発売。前のシリーズに続き発売されたシリーズ。前述のように現在は「1/32 ミニ四駆シリーズ」となっている。タミヤとはミリタリーミニチュアシリーズ等で縁のあった大塚康生のアドバイス（一部モデルではデザインも手がける）による、第1号の「ホンダ シティ ターボ」をはじめ、デフォルメされたコミカルなデザインが特徴である。前シリーズと基本的なドライブトレインは同じだが、コミカルなデザインのために配置を変更してホイールベースが寸詰まりになっている。ウォームギアの前後にスプリングを内蔵してモーターロック対策を施すなどの改良が加えられた。フック付きのバーを前または後ろのバンパーに装着することができる。このシリーズの「ワイルドウイリスJr.」（ウィリス M38）が人気を博したことにより、同社のRCカーをスケールダウンしたレーサーミニ四駆シリーズへと繋がった。ゴム製のソリッドタイヤはオフロードタイヤを模したトレッドパターンが刻まれている。
ワイルドミニ四駆シリーズ
1987年（昭和62年）5月から発売。レーサーミニ四駆に引き続き、当時新しく人気となっていたモンスタートラック（英語版｢ビッグフット｣）タイプのRCカーのJr.として、シンプルで丈夫な設計のシャーシのシリーズ。スピードは室内やオフロード走行に適したものとなっている。ラインナップはRCカーをスケールダウンしたものが中心だが、漫画『ダッシュ!四駆郎』の登場車種など、ミニ四駆オリジナルのものもある。駆動方式は、モーターが車体の中央にあり、対称的な配置のギヤで前後に分配するギアトレーン式である。大きなタイヤは他のシリーズと異なり中空で、電源スイッチ部が組立て済み完成品となっている。これより前のモデルでは、接点が少しでも変形するとスイッチが機能しなくなったが、その動作不良を根絶した。円錐状のホイールキャップを付け、ひっかかりのある専用コースで360度ループができる、など、当時のタミヤが「ミニ四駆の遊び方」の提案に試行錯誤していたことがうかがえる。かつてはハイスピードギアやレーシングローラーハブセット等のグレードアップパーツも発売されていたが、現在はすべて生産中止になっている。

### オンロードタイプ
専用コースを走行させ、スピードを競うタイプ。世間一般では、ミニ四駆といえばこのオンロードタイプという解釈がされている。シャーシは重心が低く、ギア比も高いため高速かつ安定した走行が可能となっている。
なお、シリーズはボディデザインにより分類されているため、同じシリーズ内でも使用シャーシや使用可能パーツがバラバラで分かりにくいという問題がある。他方で、様々なデザイン系統を最新シャーシで同時展開できるという利点がある。
レーサーミニ四駆シリーズ
シャーシ - タイプ1/タイプ3、タイプ2/タイプ4、タイプ5、ゼロ、FM、VS、スーパーTZ-X、スーパーXX、スーパーII、AR、VZ
1986年5月から発売。オンロードタイプのミニ四駆の先駆けとなったシリーズ。車種ラインナップは主にRCバギーのスケールダウンモデルが中心で、初期の車種は地上高が高く、スパイクタイヤを搭載したオフロード仕様の車種が主流だった。これらタミヤ製のRCカー名に「Jr.（ジュニア）」をつけたミニ四駆モデルは、ラジコンに憧れた子供たちの人気を博し、第一次ミニ四駆ブームの牽引役を担った。漫画『ラジコンボーイ』の登場車種であるドラゴン兄弟も登場し、これらがミニ四駆シリーズ初期の牽引役となる。中期より『ダッシュ!四駆郎』によるミニ四駆のみの登場車種ダッシュシリーズなども数多く設定され、中期以降はこれらミニ四駆漫画のオリジナルによる車種が人気を引っ張った。
2000年をもってそれまでに発売された全車種が生産停止となったが、2003年より一部車種のシャーシを新型のものへ変更して発売。また、2005年以降はメモリアルボックスなどでの再発売が相次ぎ、一部車種は現在でも入手が容易となっている。また、後年にアバンテやサンダーショットなど一部車種はリメイクされてミニ四駆PRO/REVの車種として、またドラゴン兄弟やダッシュシリーズ等の各マシンも後年開発された新型シャーシを採用し、「プレミアム」の名を冠した現行商品としてリバイバルされた。
トラッキンミニ四駆シリーズ
シャーシ - トラッキン、AR
1990年12月から発売。オンロードタイプのミニ四駆としては珍しく、ピックアップトラックを模したボディデザインが採用されている。
ボディの取り付けは他のオンロード系ミニ四駆とは異なり、ワイルドミニ四駆と同じ方式を採用している。このため、ワイルドミニ四駆のボディと互換性がある。
2車種のみを発売して生産が早々に打ち切られ、生産期間の短さや生産台数の少なさによる希少性ゆえにプレミアがついている。2010年7月にホイールを別部品に変更した上で再発売され、2013年にはREVシリーズで採用されたARシャーシに搭載して限定販売された。
2021年12月現在ARシャーシ版が再販されている。
スーパーミニ四駆シリーズ
シャーシ - スーパー1/スーパーII、スーパーFM、スーパーTZ/スーパーTZ-X、VS
1993年6月から発売。レーサーミニ四駆の後継シリーズ。シャーシは初期状態で既にダウンスラストのついたバンパーや軽量な大径ホイールなどが標準装備された競技仕様の設計となっており、高速化が進むレースシーンで主力シャーシとなった。登場翌年以降に開催されたジャパンカップ優勝者のマシンの多くがスーパーミニ四駆で、94年、95年、96年、98年の優勝マシンがスーパーミニ四駆だった。
車種ラインナップは漫画『風のレーサー侠』や『ダッシュボーイ天』の登場車種。
世間一般での人気そのものはほぼ同じ時期に発売されていたフルカウルミニ四駆には及ばなかったものの、スピードの伸びやすい大径タイヤと軽量で無駄のないボディが完全標準化されているため、競技志向のレーサーは大径タイヤと軽いボディを求めてこちらを購入することが多かった。
ほとんどの車種が生産終了されたが、2007年12月にポセイドンXブラックスペシャルが再発売され、同時に「スーパーミニ四駆メモリアルボックス」として初期の車種も発売された。また、2009年2月にはアストロブーメランが、2010年12月にはリバティーエンペラー、トムゴディ スペシャル、小覇龍 （シャオバイロン）、ビックバンゴースト、リバティエンペラー ブラックスペシャルがそれぞれ再発売された。またリバティーエンペラーについては、プレミアム仕様として改めて発売されることが発表、 さらにビックバンゴーストについても、2016年にプレミアム仕様として再発売された。2017年9月末にはリバティーエンペラー プレミアム ブラックスペシャルが発売された。
フルカウルミニ四駆シリーズ
シャーシ - スーパー1/スーパーII、スーパーFM、スーパーTZ/スーパーTZ-X、VS、AR、FM-A
1994年9月から発売。スーパーミニ四駆からの派生シリーズ。シャーシはスーパーミニ四駆のものと共通だが、ボディデザインはタイヤを覆う形状となっており、エアロダイナミクスを追求したものとなっている。だがその裏返しで｢ほぼ全車が小径タイヤ採用｣｢ボディが重い｣特性を持ち、スピードという点でスーパーミニ四駆に見劣りする。
車種ラインナップは漫画・アニメ『爆走兄弟レッツ&ゴー!!』シリーズおよび『爆走兄弟レッツ&ゴー!! Return Racers!』の登場車種で、第二次ブームの牽引役となった。
代表車種には『爆走兄弟レッツ&ゴー!!』の主役機であるマグナム/ソニックシリーズ各種が挙げられることが多い。特に3代目のサイクロンマグナム/ハリケーンソニックは発売当初から生産が追いつかない状況が続くほどの大ヒット車種となった。この2車種が発売されたのはちょうど第二次ブームのピークにあたる時期で、これら以外の脇役にあたる車種もよく品薄になっていた。ブーム収縮期にも根強く大半の車種の生産が続けられ、レーサーミニ四駆に匹敵するほどの長寿シリーズとなっている。現在でも現行商品として販売されているシリーズではあるが、「プレミアム」の名を冠した商品は、ボディに張り付けるシールがメタリック調になったり、シャーシ部分に改造パーツ用の取り付け穴を新たに設けたスーパーIIシャーシ（元来スーパー1採用の車種）/ARシャーシ（スーパーTZ採用車種）となったり、など、現在の新製品の仕様・改造方法にあわせた改良が行われている。
このシリーズからは、ミニ四駆歴代マシン売り上げベスト5のうち4種のキットを輩出している(ビクトリーマグナム、ネオトライダガーZMC、サイクロンマグナム、ビークスパイダーの順で2位 - 5位。なお1位はレーサーミニ四駆のアバンテJr.となる)。
エアロミニ四駆シリーズ
シャーシ - スーパーX/スーパーXX、VS、スーパーTZ-X
1997年12月から発売。フルカウルミニ四駆の後継シリーズ。ボディは従来のフルカウルミニ四駆と同様にエアロダイナミクス重視のデザインとなっている。シャーシは一新され、走行性や剛性、整備性が従来のシャーシと比較して向上した。また、従来グレードアップパーツとして別売されていた超速ギアが一部車種を除き標準装備された。
車種ラインナップは漫画、アニメ『爆走兄弟レッツ&ゴー!!MAX』の登場車種。
2020年をもって、それまでに発売された一部の車種が生産停止になっている。
マイティミニ四駆シリーズ
シャーシ - スーパーX/スーパーXX、VS
1998年5月から発売。スーパーミニ四駆の後継シリーズ。シャーシはエアロミニ四駆と共通だが、一部を除いて小径タイヤを標準装備するエアロミニ四駆に対してこちらは全車大径タイヤを標準装備し、ボディもシンプルで軽く、スピードを重視した仕様になっている。
車種ラインナップは漫画『新世紀レーサーミニ四キッズ』や『未来レーサーブイツイン』の登場車種。
スーパーミニ四駆とフルカウルミニ四駆の関係と同じように、こちらも世間一般ではエアロミニ四駆ほどの人気はないが、大径タイヤとシンプルなボディで競技車両ベースとして非常に重宝された。
2009年3月現在、全車種とも生産が休止されている。2010年にダイナホークGXとレイザーギルがスーパーXXシャーシに搭載された「スーパーXXスペシャル」として、2013年にはダイナホークGXが「ブラックスペシャル」として限定再発売された。
2018年にバリアトロンとシンクロマスターZ9が、2019年にはダイナホークGXとレイザーギルのスーパーXXスペシャルが再発売された。
干支ミニ四駆シリーズ
シャーシ - タイプ1、タイプ2、スーパーTZ-X
1998年12月以降、その年の干支をテーマにした限定仕様のミニ四駆を毎年リリース。ドライバー人形の装備されている車種は、人形のデザインが干支をモチーフにしたものに変更されている。ベース車種はレーサーミニ四駆がメインだが、2001年は例外的にエアロミニ四駆のバニシングゲイザーがベース車種に起用された。
現在は販売終了している。
ミニ四駆PROシリーズ
シャーシ - MS、MA
2005年11月から発売。「ミニ四駆を超えるミニ四駆」をテーマに開発されたシリーズ。従来のミニ四駆がシャフトドライブ方式の4WDシステムを採用しているのに対し、このシリーズではダブルシャフトタイプのモーターをミッドシップレイアウトで配置し、ダイレクトドライブ方式とすることでフリクションロスを軽減するとともに、電池とあわせてシャーシ中央部の低い位置に設置することで低重心化を実現した。自身の改造により、サスペンションをつけられる方法が存在し、マニアたちの中ではつけるのがほぼ当たり前となりつつある。
シリーズ開始に合わせ登場した「MSシャーシ」は、シャーシの構造が3分割となっており、カスタマイズ性や整備性は従来のシャーシと比較して大幅に向上している上、接続部分をボックス構造とすることで従来のシャーシを上回る高い剛性を確保している。また、歴代ミニ四駆で初めての試みとして手軽に楽しめる完成車を追加するほか、ラジコンカーにも使用されている軽量で高強度のポリカーボネート製ボディを一部車種に設定。レーサーミニ四駆の時代からポリカーボネート製ボディそのものはグレードアップパーツとして存在したが、キットで標準化されるのはミニ四駆PROが初めてとなる。
設定されるのは完全な新規車種だけではなく、「サンダーショットMk.II」や「トライダガーXX」などのようにレーサーミニ四駆やフルカウルミニ四駆のリバイバルも存在する。そのため、『爆走兄弟レッツ&ゴー!!』（コンビニコミックの書き下ろし作品のみ）の登場車種であってもダブルシャフトモーターのものはこのシリーズに属する。2013年には、2つ目のシャーシとなる「MAシャーシ」が登場し、下記のミニ四駆REVシリーズのARシャーシのモノコック構造と、MSシャーシのミッドシップレイアウトの長所を合わせたような、一体成型構造で登場した。なお2015年からは、『ハイパーダッシュ!四駆郎』の登場車種がこのシリーズにて製品化されている。
ミニ四駆REVシリーズ
シャーシ - AR、FM-A
2012年7月14日から発売。ミニ四駆30周年記念として発表された最新シリーズ。シャーシはメンテナンス性、剛性および拡張性を向上させた「ARシャーシ」を採用。また、シャーシに搭載されるボディも、ARシャーシに合わせて徹底的に空力を追及したデザインとなっている。2017年には、スーパーFM以来の新フロントモーターシャーシ、「FM-Aシャーシ」が登場した
レーザーミニ四駆シリーズ
シャーシ−VZ
2021年8月28日から発売。
実車のミニ四駆化の動き
2014年以降、それまでの長いオンロード型ミニ四駆(ラジ四駆除く)の歴史の中で行われてこなかった実車のキット化が散発的に行われており、2020年11月現在ではダイハツ、日産、ヒュンダイ、トヨタ、ホンダ(キット化順)の5社合計8車種9形状が発売、または公式発売予告されている。
- 2014年：ダイハツ・KOPEN FUTURE INCLUED(レーサー)･･･レーシングタイプの定番車としては初の実車で、RMZ(VSシャーシ)・XMZ(スーパーⅡシャーシ)の2種類をラインナップ。
- 2014年：日産・Be-1(レーサー、タイプ3シャーシ。)※限定車。イエローが販売された後にブルー、レッドも発売。
- 2017年：ヒュンダイ・アヴァンテスポーツ(前期型)(PRO、MAシャーシ)※韓国限定モデルでパッケージ、取説も全てハングル表記
- 2018年：トヨタ ガズーレーシング TS050 HYBRID(PRO、MAシャーシ)
- 2019年4月：トヨタ ガズー レーシング WRT/ヤリス WRC(PRO、MAシャーシ)
- 2019年12月：ヒュンダイ・i20クーペWRC 2017年仕様 (PRO、MAシャーシ)※特別企画商品
- 2020年1月：トヨタ・GRスープラ (PRO、MAシャーシ)
- 2020年8月：トヨタ・GRヤリス (レーサー、VZシャーシ)
- 2020年11月：Honda e (レーサー、VZシャーシ)
- 2024年：ヒョンデ・アイオニック5 N (REV、ARシャーシ) ※韓国限定モデルで、アトミックチューン付き。日本ではヒョンデモビリティジャパンが行ったハロウィンキャンペーンの景品としても使われた。

### ディスプレイタイプ
スケールモデル同様、飾って楽しむタイプ。他のミニ四駆と異なり、シャーシには走行するための機構が装備されていない。
リアルミニ四駆シリーズ
1996年7月から発売。メッキパーツでリアリティを高め、スケールモデルとして楽しむシリーズ。ボディは無加工あるいは若干の加工で、トラッキンミニ四駆以外のオンロードタイプのミニ四駆のシャーシへ換装することが可能だがシャーシによっては加工を要し、第一弾のスピンコブラに至っては当時の主流であったスーパー1/スーパーFMのどちらに乗せるにも加工が必要だった。車種ラインナップは漫画、アニメ『爆走兄弟レッツ&ゴー!!』の登場車種。原則全車種生産・販売は終了している上にストーリー上重要な車種ばかりのため劇中シーンの再現、例えば「TRFビクトリーズ」のマシンラインナップを揃えるといったことが定番商品のみでは不可能という事態に陥っていた。(下記再生産により解消の兆しはある。)
再生産については、以下の車種で行われた。(車種は原作登場順)
- プロトセイバーエボリューション：2016年7月(フルカウルミニ四駆・プレミアムシリーズ扱い、ARシャーシ)
- スピンコブラ：2017年5月(フルカウル・プレミアム扱い、スーパー2シャーシ)
- バックブレーダー：2009年2月21日、2020年2月8日(限定発売)
- バックブレーダークリアボディ：2015年2月(グレードアップパーツ、絶版)
- スピンバイパー：2002年12月、フルカウル扱い・VSシャーシ(絶版)
- スピンバイパー パールブルースペシャル：2017年7月、フルカウル扱い・VSシャーシ(限定発売)
- バイスイントルーダー：2020年3月14日(限定発売)
- ディオマース・ネロ：2002年12月、フルカウル扱い・VSシャーシ(絶版）

## 車種ラインナップ
車種ラインナップはミニ四駆一覧を参照のこと。

## シャーシ
タイプ1シャーシ/タイプ3シャーシ/トラッキンシャーシ
オフロード走行向けに開発されていたため比較的重心が高く、ホイールベースは短い。タイプ1シャーシはモーターの発熱対策が施されておらず、初期のものではフロントバンパーにガイドローラーの取り付け穴がないものもあった。ガイドローラーの取り付け穴が追加されたのはグレードアップパーツの展開が始まった87年後半からである。
減速比はグレードアップパーツを含めるとパワー（減速比11.2:1）、ミディアム（減速比8.75:1）、スピード（減速比6.4:1）、ハイスピード（減速比5:1）の4種類があり、モーターのピニオンギアは2種類、車軸のスパーギアは2種類ある。
これらの弱点を改善すると同時にタイプ2シャーシの新要素の一部を盛り込んだものがタイプ3シャーシで、ライジングバードから採用され、スイッチ金具の大型化、モーターカバーの穴開け、サイドバンパーのガイドローラー取り付け対応が施された。タイプ3のみポリカーボネート混合ABS樹脂製のものも限定発売された。
減速比はタイプ1の4種類にグレードアップパーツのコンペティション（減速比4:1）を加えた5種類があり、モーターのピニオンギアは2種類、車軸のスパーギアは3種類ある。
トラッキンシャーシはタイプ3シャーシをベースにボディ固定方式の関係でサイドバンパーを廃し、代わりに大きなリアバンパーを装着。
減速比はタイプ3と同じ5種類。
タイプ2シャーシ/タイプ4シャーシ
アバンテJr.から採用。フロントのスイッチと金具が大型化、電池ケース部分が低くなり底に穴が開けられた。モーターを横倒しに装着するように改められ、タイプ3とトラッキンを除く以後のシャーシでも踏襲される。
タイプ4シャーシはイグレスJr.から採用されるが、剛性不足による歪みが指摘され、同ブラックスペシャルやセイントドラゴンJr.（リッキー仕様）の3車種のみの採用となっており、主力がゼロシャーシにとって代わられたためか人気は今ひとつだった。
減速比は高速指向に振られ、グレードアップパーツを含めると4:1、4.2:1、5:1の3種類だが、モーターのピニオンギアは1種類になった。
タイプ5シャーシ
ベアホークJr.から採用。タイプ4の後継にあたるシャーシで、タイプ4の問題点だった歪みやすさを改善、非常に剛性が高い構造のためオフロードの走行にも耐えられるといわれている。ホイールベースは比較的長めで直進安定性に優れている。なお、一般販売されていたキットのものは成型色が深緑色で、限定仕様のキットなどには成型色が黒のものが採用されている。
減速比はタイプ2/タイプ4の3種類に加えてグレードアップパーツの超速ギア（減速比3.5:1）が使用可能なため4種類。超速ギア装着時には専用のギアカバーが必要になる。
ゼロシャーシ
ホライゾンから採用。低重心化と軽量化によってより実戦志向の色合いが強まったシャーシ。ヘリカルクラウンギアを用いてプロペラシャフトを車軸より下に下げることで、それ以前のシャーシに比べ地上高が大幅に低くなった。また、モーターケースをギアケースと一体化させたことで、整備性が向上した。加えて、サイドガードは別パーツとされグレードアップパーツにて提供されるほか、モーター下部に一体成型されたアダプターを介してリアステーを装着出来るようにしたことでセッティングの幅が大きく広がった。ただし、フロントバンパーの強度が致命的に弱く、バンパー全体を覆う専用のFRP板がグレードアップパーツとして後日発売された。ポリカーボネート混合ABS樹脂製のものも限定発売された。
減速比はタイプ2/タイプ4の3種類に加えてグレードアップパーツの超速ギア（減速比3.5:1）が使用可能なため4種類。超速ギア装着時には専用のギアカバーが必要になる。
スーパー1シャーシ/スーパーIIシャーシ
スーパー・フルカウルの一部に採用。ゼロシャーシをベースに実戦志向を推し進め、さらなる低重心化やフロントバンパーの形状変更、サイドガード装着方法の変更するなど、大小様々な改修が行われている。その完成度は高く、現在でも主力として使用するユーザーも多い。しかし、フロントバンパーの強度不足は改善されておらず、この部分の強化改造は必須といえる。
フルカウルミニ四駆「マグナムセイバー」に採用されたのを皮切りに、第2次ブームを牽引するシャーシとなった。ガラス繊維混合ABS樹脂製のものも限定発売された。
減速比はタイプ2/タイプ4の3種類に加えてグレードアップパーツの超速ギア（減速比3.5:1）が使用可能なため4種類。超速ギア装着時には専用のギアカバーが必要になる。
当時大ヒットしたフルカウルミニ四駆の多くに採用されたためか、模型店などではシャーシを単品販売するケースも多く見られた。
スーパーIIシャーシはマグナムセイバー プレミアムから初採用。スーパー1シャーシをベースに、フロントバンパーの形状が変えられ厚みを増して脆弱性を解消、そしてビス穴が増えて拡張性を向上したほか、スイッチがターン式スイッチに変更、ギヤケースの構造やパーツ・ターミナルの構成がVSシャーシベースのものに変更、2点固定式リアステーが採用された。シャーシは、登場当初はポリカーボネート混合ABS樹脂製を採用していて、キットで標準化されるのはこのシャーシで初めてとなる。その後、炭素繊維混合ABS樹脂のもの、通常のABS樹脂のものも登場した。ギアカバー類はABS樹脂製を採用している。
減速比はスーパー1の4種類にハイスピードEXギア（減速比3.7:1）を加えた5種類。専用のギアカバー等を装着することなく超速ギアを装着できる。
FMシャーシ/スーパーFMシャーシ/FM-Aシャーシ
タイプ4シャーシをベースにモーターを前置きに変更し、リアスキッドローラーが装着可能となっている。クリムゾングローリー、ネオ・バーニングサン、エアロソリチュードが採用。
後に低重心化、スラスト角のついたフロントバンパー、減速比4対1のギアなどスーパー1シャーシと同様の実戦志向の改良が加えられたスーパーFMシャーシが登場。フルカウルミニ四駆のブロッケンギガント/同ブラックスペシャル、ガンブラスターXTO/同クスコスペシャル、スーパーミニ四駆のストラトベクターで採用。
2017年にスーパーFM以来21年ぶりとなるフロントモーターシャーシのFM-Aシャーシが登場。こちらはミニ四駆REVシリーズとフルカウルミニ四駆シリーズでも採用される。
減速比はFMがタイプ2/タイプ4と同じ3種類、スーパーFMはその3種類に加えてグレードアップパーツの超速ギア（減速比3.5:1）が使用可能なため4種類。超速ギア装着時には専用のギアカバーが必要になる。
FM-AシャーシはスーパーFMの4種類に加え、グレードアップパーツのハイスピードEXギア（減速比3.7:1）が使用可能なため5種類。なお、ピニオンギヤはカーボン強化樹脂製または真鍮製のもののみ使用可能である。
スーパーTZシャーシ/スーパーTZ-Xシャーシ
主にフルカウル・スーパー・エアロの一部に採用。スーパー1シャーシよりホイールベースを伸ばすことで直進安定性を高めると共に、フロントバンパーの強化やリアステーの標準装備化、低重心化など、より実戦を重視した設計になっている。スーパー1では着脱可能だったサイドガードは固定式に変更された。また、シャーシ底面がフラットなため、芝生等の特殊セクションでの走破性向上や整流効果が期待されたが、後者に関しては科学的な実証がなされていない。第2次ブームの絶頂期を担った、もっとも人気のあるシャーシの一つ。スーパーTZのみガラス繊維混合ABS樹脂製やポリカーボネート混合ABS樹脂製のものも限定発売された。
のちに2点固定式リアステーへの対応をはじめ、若干のマイナーチェンジを施されたスーパーTZ-Xシャーシが登場。こちらはエアロミニ四駆「バニシングゲイザー」と一部のレーサーミニ四駆などに採用されるに留まり、人気の点では今ひとつ。
対応減速比はスーパーTZは3.5:1、4:1、4.2:1、5:1の4種類。なお、グレードアップパーツの軽量超速ギア（減速比3.5:1）が用意されている。スーパーTZ-Xではこの4種類にハイスピードEXギア（減速比3.7:1）を加えた5種類。
スーパーXシャーシ/スーパーXXシャーシ
エアロ・マイティ・レーサー(XX)の一部に採用。ロングホイールベース・ワイドトレッドで高い安定性を誇るだけでなく、ボックス構造や2点固定式リアステーの採用、シャーシ裏から直接モーターを交換できるなど、それまでのシャーシとは一線を画す斬新なアイディアが随所に盛り込まれた。最新のグレードアップパーツにも数多く対応し、現在でも根強い人気のあるシャーシ。また、炭素繊維混合ABS樹脂製のものも限定発売された。
減速比は3.5:1、3.7:1、4:1、4.2:1、5:1の5種類。スーパー1などと異なり、専用のギアカバー等を装着することなく超速ギアを装着できる。
スーパーXXシャーシはマックスブレイカー ブラックスペシャルから初採用。スーパーXシャーシをベースにフロントバンパー上の面両端にリブが加わり、サイドガードの肉抜き穴が埋められて剛性をアップしたほか、バッテリーホルダーの形状が変更・強化された。さらに付属パーツとしてノーズガードが追加、フロントバンパーとサイドガードにねじ穴が増えて拡張性を向上した。
ポリカーボネート混合ABS樹脂製と炭素繊維混合ABS樹脂製のものも限定発売された。
減速比はスーパーX同様、3.5:1、3.7:1、4:1、4.2:1、5:1の5種類。専用のギアカバー等を装着することなく超速ギアを装着できる。
VSシャーシ
レーサー・エアロ・マイティ・フルカウル・スーパーの一部に採用。軽量・コンパクトなスーパー1シャーシの特徴を受け継ぎつつ、スーパーXシャーシで採用された数々のアイディアを取り入れて設計された、シャフトドライブ型シャーシの集大成とでも言うべきシャーシ。ホイールベース・トレッドは共にスーパー1シャーシと同様だが、2点固定式リアステーやバッテリーホルダー・フロントギアカバーのヒンジ開閉など、スーパーXシャーシ同様の最新装備に対応。スーパー1シャーシの弱点であるフロントバンパーの脆弱性もある程度解消された。ただしそれでも、カラー＝素材によっては他機種と比べると見劣りしており、初期の頃はバンパーの脆弱性が問題となった。
製品状態での駆動効率が他のシャーシに比べてずば抜けて高く、最新のVZシャーシがリリースされた後も、主力シャーシとして愛用するユーザーは数知れない。10色を超えるカラーバリエーションの多さは全シャーシ中トップ。その中でもポリカーボネート混合ABS樹脂製のものやガラス繊維混合ABS樹脂製のものも限定発売された。
減速比は3.5:1、3.7:1、4:1、4.2:1、5:1の5種類。専用のギアカバー等を装着することなく超速ギアを装着できる。車高が全シャーシの中で最も低いため安定性も高い。
VZシャーシ
レーザー・レーサーに採用。VSをベースに剛性の高い着脱式リアステーを採用したほか、フロントバンパーが着脱式になり、FRPプレートやカーボンプレートでフロントバンパーを自作しやすくなった。また、サイドガードが小型化され、サイドマスダンパーを設置しやすくなった。
製品状態での駆動効率が他のシャーシに比べてずば抜けて高く減速比はVS同様、3.5:1、3.7:1、4:1、4.2:1、5:1の5種類。専用のギアカバー等を装着することなく超速ギアを装着できる。
MSシャーシ
ミニ四駆PROに採用。従来のミニ四駆がプロペラシャフトを介し四輪を駆動させるシャフトドライブ方式の4WDシステムを採用しているのに対し、ダブルシャフトモーターと呼ばれる特殊モーターをミッドシップレイアウトで配置し、ダイレクトドライブ方式とすることで駆動効率を高めている。また、モーターなどの重量物をシャーシ中央部の低い位置に設置することで低重心化を実現すると共に、ボックス構造の採用やシャーシを前部・中間部・後部の3ユニットに分割することで、従来のシャーシとは一線を画す整備性と剛性を手に入れた。
形状の違いによるバリエーションとして軽量化が施された中間部ユニットやバンパーが装着されていない前部・後部ユニットが発売された。また、素材の違いによるバリエーションとしてはポリカーボネート混合ABS樹脂製のものやガラス繊維混合ABS樹脂製のものも限定発売された。
減速比は実戦で多用されるハイスピード（4:1）、ハイスピードEX（3.7:1）、超速（3.5:1）の3種類のみに絞り込まれている。
MAシャーシ
ミニ四駆PROに採用。MSシャーシと同様、ダブルシャフトモーターによるダイレクトドライブ方式としたシャーシ。MSシャーシでは3つに分割されていたシャーシを一体成型に変更して駆動効率を高め、ユニットをばらす必要が生じるMSシャーシに比べ整備性が向上された。また、シャーシ底面および前後のバンパーには、ARシャーシと同様のエアインテークやディフューザーを採用し、カウンターギアに入れるプラベアリングや軸受けパーツ、リアスキッドバーには、ARシャーシと同様、POM製低摩擦樹脂のパーツが採用されている。これらMSシャーシの両軸駆動とARシャーシの空力と低摩擦素材による両シャーシの長所を生かし、走行性能の向上が図られている。使用可能なグレードアップパーツはMSシャーシとほぼ同様ではあるものの、ARシャーシで装着可能な補強プレートやブレーキセット等のグレードアップパーツが、このMAシャーシでも使用可能となっている。
2017年1月現在のバリエーションとして、シャーシ本体のバリエーションに関しては、通常品に付属のグレー、およびシルバーのABS製シャーシのほか、公認レースの賞品として配布される白色のABS製シャーシ、「ブラストアロー　ブラックスペシャル」に付属する黒色のABS製シャーシ、GUPとして発売された蛍光グリーンのABS製シャーシ等が存在している。
減速比はMSシャーシと同様、ハイスピード（4:1）、ハイスピードEX（3.7:1）、超速（3.5:1）の3種類のみとなっている。
ARシャーシ
ミニ四駆REV、フルカウルミニ四駆、トラッキンミニ四駆（特別限定モデル）等に採用。2012年に登場し、シャフトドライブ方式の完全新規設計シャーシとしては、VSシャーシ以来13年ぶりとなった。
シャーシ本体にモノコック構造を採用しサイドステーおよびリヤバンパーは一体成型となっており、剛性が高いのが特徴。リヤバンパーにはPOM製低摩擦樹脂製
スキッドバーを装着可能。
モーター・電池を冷却するためのエアインテークを設置したほか、シャーシ底面の後部にデュフューザーを設けるなど、空力効果を追求したデザインとなっている。
また、アンダーパネルおよびデフューザーを外すことにより、モーター・電池をシャーシ下部から取り出すことができるため、メンテナンス性が大幅に向上している。
軸受けにPOM製低摩擦樹脂採用したことにより、これまでの全てのミニ四駆に使用されていたハトメが廃止された。
通常のABS樹脂の他、ポリカーボネート混合ABS樹脂製のものも限定発売された。
ギヤは従来のシャフトドライブ方式シャーシと共通であるが、ピニオンギヤはカーボン強化樹脂製または真鍮製のもののみ使用可能である。減速比は3.5:1、3.7:1、4:1、4.2:1、5:1の5種類。
各シャーシーの互換性
タイプ1/タイプ3対応ボディでは車種によってタイプ2/タイプ4以降のシャーシへの搭載及びその逆や、FMシャーシ/スーパーFMシャーシへのFMシャーシ以外の対応ボディへの搭載及びその逆はモーター装着方法の違いにより、無改造で搭載できるケース・モーター装着部分を削る必要があるケース・搭載できないケースが存在する。そのため様々な改造案内本にその方法が書かれることもままあった。特にフルカウルミニ四駆に関してはニューマシン、とりわけマグナム・ソニック系のマシンが発売されるとFMまたはスーパーFMに換装されたマシンが鉄板ネタとしてコロコロに登場した。また、当初同名ゲームの同梱品としてでのみボディが入手できたシャイニングスコーピオン(スーパー1)に関しては、スーパーTZシャーシに搭載するための方法が「ミニ四ファイターV」に掲載されていたことがある。
リアルミニ四駆のボディに関してはそもそも走行用シャーシに搭載するには加工することが前提となる場合があり、そのためのガイドラインが最初から引かれていることがある。その一例がスピンコブラとバックブレーダーであり両者ともスーパーFM用、スピンコブラに関しては加えてスーパー1用のガイドラインも引かれていた。
MSシャーシの場合は別売りの専用アダプター「ミニ四駆ボディ用アダプター&ボディキャッチセット」を併用することにより大抵のボディが装着できるようになるが、一部加工を要するものもあれば非対応とするものも存在する。搭載出来る車種についてはタミヤHPの商品ページに記載されている。その逆はキットにより搭載できない場合がある。
ARシャーシの場合は別売りの「ARシャーシ サイドボディキャッチアタッチメント」を使用することでワイルドおよびトラッキンミニ四駆のボディを装着することができる。一部ボディは同梱パーツと装着するタイヤ・ホイールとの組み合わせで装着の可否が分かれる。装着の可否について、現在発売分に関してはタミヤ公式サイトの商品ページに記されている。

## 変遷

### 誕生
1968年、単二電池2本を乗せ後輪二輪駆動で走る300円の半完成品自動車模型『クイックレーサー』が田宮模型から発売される。この『クイックレーサー』という商標は、1996年にミニ四駆のサイクロンマグナムとハリケーンソニックをラジコンカーにした商品の商標として流用された。
それから後、田宮模型社長の田宮俊作は目が衰えた事によって「もっと簡単に作れる模型製品を作りたい」と考えていた。また、同社の模型が精密さを追い求め過ぎ高度化している事も憂慮して「子供でも作りやすいキット」の製品化を思い立った。また、田宮俊作は別のインタビューにおいて、ミニ四駆以前に発売していたモータライズ戦車模型の『パンサータンク』がヒットしていたことと、自動車業界において4WDの人気が高まっていた事から、それを再現する小スケールキットとして開発された旨も語っている。尚、ミニ四駆用のモーター供給はマブチモーター社から行われている。
そして「何処でもよく走る四駆の動力模型。小学生でも気軽に買える数百円程度のキット。パーツは極力減らし、なおかつ接着剤不要で手軽に作れるスナップフィットキットにする」という方針の下にミニ四駆の開発が始まった。スナップフィットキットにした理由は、シンナー遊びの影響で当時の日本に接着剤に対し悪い印象が定着していたためである。ただし、当時の模型用の接着剤全てにそれらの有害物質が入っていたわけではない。また、パーツも何銭単位で細かく調整され、配線も廃し、配線の代わりの電極部の金具もパーツ化し、直接金具からモーターへ通電する構造にした。
1982年7月13日、車種には当時人気のあったフォード・レンジャー4×4とシボレー・ピックアップ4×4を選び、四駆らしく走破性に長じたギヤ比設定にした初のミニ四駆が発売された。その後田宮模型が田宮との面識もあった映像技術者の大塚康生に相談したところ、子供達の目線に沿ったマシン作りを提案され、大塚監修の下数台のキットが発売されることとなる。大塚監修のキット以降を「コミカルミニ四駆」として改名している。

### レーサーミニ四駆の登場と第一次ブーム
ハイパワーギア設定のミニ四駆は子供達にとっては「遅い」というイメージがあった。そこでホイールベースやギヤ比をハイスピード設定に変えたり低重心化等をして「レーサーミニ四駆」が売られるようになる。
第1弾車種にはオフロードタイプで人気が高かった「ホットショット」が選ばれた。当時、RCカーはホビーとしては高嶺の花で、同じ小学生の友達が遊んでいるのを指を咥えて見ているという状況も多かったため、RCカーのホットショットのJr.版として企画された。
当初は「走らせられる場所が無い」という欠点も生じたが、スタッフの一人がバケツの壁を走らせる事を思いつき、そこからレーサーミニ四駆用のコースを設計する。このバケツでの遊び方は後に「サイクロンループ」という縦置きの円形コースを何回走れるかという競技にも発展した。さらに全てスナップフィットで組み立てられるためにモーター、ギア、ホイール、タイヤ、シャフトなど全て交換可能なため、カスタマイズ用のオプション部品「グレードアップパーツ」も売られるようになった。
しかし、それのためのコースを設計しても今度は簡単にコースアウトしてしまうという問題があった。これを解決したのは小学生で、その子供はバンパー部に洋服のボタンを釘止めしてローラーにし、コーナリング時のコース側壁との接触をスムーズにしていた。これをヒントに「ガイドローラー」が発売され、現在売られているオンロードタイプのミニ四駆には標準搭載されている。また別の小学生は待ち針を何本か束ねてバンパーに立て、車体全高よりも高い位置でコース側壁に接触させることで車体を転覆しにくくした。これも「スタビライザーポール」としてグレードアップパーツとなった。このようにミニ四駆は子供達がアイディアを出し合って能力を向上させ、またタミヤがその思いに応えブームとなった。このようにユーザーのアイディアがパーツになる流れはマスダンパーのように、第二次・第三次ブームでもいくらか見られる。
1987年にミニ四駆を題材にした漫画『ダッシュ!四駆郎』（徳田ザウルス）が『月刊コロコロコミック』（小学館）にて連載されますます人気は上昇、1988年夏からはミニ四駆全国選手権大会「ジャパンカップ」が開催されるようになった。小学館と共同のメディアミックス戦略が人気に拍車をかけることになる。タミヤは以前、ラジコンカーでの商業戦略で自社主催レースやタミヤ宣伝部社員扮する独自キャラクターを打ち出して製品アピールを行っており、テレビ番組でもテレビ東京系で『タミヤRCカーグランプリ』が放送された。ミニ四駆でもこの手法を利用し、ラジコンカー商業戦略時のキャラクター「タミヤの前ちゃん（前田靖幸）」「ラジコンマン」「メカニックマン」だけでなく、改造のアドバイスや関連イベント案内を行うミニ四駆専門商業広報キャラクター「ミニ四ファイター（通称:ファイター）」もデビュー。この「ミニ四ファイター」の活動は『コロコロコミック増刊号』などで漫画家おちよしひこにより『GO!GO!ミニ四ファイター』の題で漫画化された。ファイターはブームに乗って前述の「前ちゃん」と組み、CDデビューまで果たした。こうして盛り上がったブームに乗って大会が各地で多数開かれるようになる。更に『ダッシュ!四駆郎』はアニメにもなって社会的認知も高まった。しかし『四駆郎』のアニメが2クールという短期で打ち切りのように終わってしまったことにより、ブームの終焉と捉えた（誤解した）玩具屋界隈が、仕入れや取り扱いを縮小したことで、本当にブームの終焉のきっかけを作る。実際には子供達が飽きて視聴率が悪く打ち切られたのではなく、製作（広告代理店）側の都合によるものだった。しかし、アニメの突然の終了が第一次ブームの終了の引き金であったことは事実であった。
そのような不運もあり、1991年ごろにはブームもかなり下火になっていた。当時はタミヤ公認のミニ四駆大会には中学生まで出場することが出来たが、経年によって、ブームになった当初に主要層だった世代（1975年 - 1978年生まれ）からの興味が薄くなってしまったこと、バブル崩壊による経済的問題や受験戦争の過熱などが要因としていわれる。その後、更なる高速化を目指して「スーパーミニ四駆シリーズ」が発売されるも、子供の「模型離れ」による人気低下に歯止めはかけられなかった。

#### 類似品・非正規品の流通
第一次ブームと時を同じくして、それに便乗するかのように他社からミニ四駆の類似品や非正規パーツが発売された。主にミニ四駆（車体）の類似品を発売していたのはバンダイ、青島文化教材社、グンゼ産業（現・GSIクレオス）、東京マルイなど。バンダイを中心とした3社は、2004年から2008年までミニ四駆の類似品であるバクシードを発売していた。アオシマは『新世紀GPXサイバーフォーミュラ』のタイアップで作中に登場するマシンのキット化、東京マルイは、タミヤ以外のメーカーのRCモデルをスケールダウンしてキット化していたのが特徴。各社とも変速システムや、ベルト駆動、単三電池を3本搭載出来るものまで、タミヤにはない技術をそれぞれ投入していた。
また、公式レースでは一切使用できないチューニングパーツ(タミヤ製品で言うところのグレードアップパーツ)に関しても今井科学の｢コブラ｣シリーズをはじめとして存在した。とりわけ非正規品の超高回転型モーターが出回ったのもこの頃からで、一つの例としては、一部の玩具店やホームセンターなどで販売されていた「龍神」と呼ばれるミニ四駆用モーターがあった。価格が約1500円と高額ながら、タミヤ正規品の中では当時最も速いといわれていた「ハイパーダッシュモーター」の数倍の回転数であり、搭載することで尋常ではない速さで走行することができた。この他にも数々の非正規のモーターが出回ったが、車体パーツの設計上想定されていないあまりの高出力や過熱に、樹脂製のパーツが変形・溶解・発火する、相対的に車体の強度が不足しギア部分や車体そのものが破損する、短期間でモーター自体が破損するなどのトラブルも多く発生した。
ハイパーダッシュモーターの最高回転数が約19,000rpmなのに対して、様々な非正規品モーターは数万 - 十数万rpmの間で各種ラインアップがあったとも言われている。青島文化教材社製「スーパー無限竜」と、サニー製「スーパーサンダーボルト」という非正規モーターは120,000rpmもの回転数で、条件さえ揃えば時速100km/hを超える速度を出すことが出来るという。また、スーパーサンダーボルトの箱には「特殊ギヤ」という名目でカウンターギヤを持たない、またギヤ比が最高速特化のギヤが付属しており(タミヤ公式の超速ギヤで3.5:1、特殊ギヤは2.5:1)、これを使用することで大幅なスピードアップが可能であった。
当時の子供たちの中には、これらの非正規のモーターの部品を利用して正規品のモーターの中身を組み替え、正規品に偽装してレースに使用する者もいた。これは誰の目から見ても不自然なほど圧倒的勝利を収めてしまうため、タミヤの公式レースでは搭載出来るモーターの種類がレギュレーションとして指定されたり、モーターの性能を実測するモーターチェックなどの不正防止策が頻繁に行われたりするようになった。
また、公式レースでも正規品のモーターであっても、ハイパーダッシュモーター以上のモーターの使用が禁止または制限されていた。なお、もともとハイパーダッシュモーターはミニ四駆専用に開発されたものではなく、マブチモーターの既存製品であるFC-130モーターの設計を流用して投入された製品である。当時のタイプ1シャーシはこの高出力を前提としたものではなかったため、あくまでトライアル用の製品として発売されたものである。第一次ブーム当時はFA-130ノーマルモーターまたはハイパーミニモーター・第二次ブームではそれに加えてトルクチューン/レブチューンモーター（元々はミニF向けパーツ）・アトミックチューンモーター（ハイパーミニモーター後継モーター）に限定されているケースがあった。
ハイパーダッシュモーターの後継品でスペックが低下したハイパーダッシュ2モーターと、パワーダッシュモーター、スプリントダッシュモーターの3種類の使用が2008年のレギュレーション改定により認められた。また、ミニ四駆PRO用のモーターは、全種類の使用が認められるようになった。
しかし、ハイパーダッシュ・マッハダッシュ・ジェットダッシュ・タッチダッシュのような絶版品や、ZENチューン・ターボダッシュのような限定販売モーターや、プラズマダッシュ・ウルトラダッシュのような非正規品の超高回転型モーターに匹敵する高出力モーターの使用は、原則として認められていない。ハイパーミニモーターは2012年7月に再発売され、同年のジャパンカップより使用可能となった。
なおここまで話してきた製品に関しては原則として｢タミヤ製品とは異なる、そのメーカー各社のオリジナルブランドを冠した独自開発の同ジャンル商品｣にすぎないものであったが、いわゆる第3次ブーム期以降はタミヤ製品の海賊版と言えるものが流通しており、2017年にはタミヤがその旨の注意喚起を行う事態にまで至っている。

### 第二次ブーム
1994年には、タイヤをカウルが覆う形のボディを採用した「フルカウルミニ四駆シリーズ」が発売された。さらにフルカウルミニ四駆を題材にした漫画『爆走兄弟レッツ&ゴー!!』が『コロコロコミック』に掲載され、ミニ四駆は再び子供達の注目を集めた。田宮俊作によれば、第一次ブームの後も田宮社内では製品開発が継続しており、後のフルカウルミニ四駆の原型となるラフスケッチを小学館の担当者が気に入り、こしたてつひろの漫画立ち上げが決定したという。
スーパーミニ四駆と同じシャーシを採用しているため基本性能は変わらないものの、その独特のボディデザインは子供達の心をとらえた。停滞期にラインナップを強化したグレードアップパーツも助けとなり、第一次ブーム世代の引退に伴う世代交代で再び人気が再熱した。当初は読み切り漫画だった『爆走兄弟レッツ&ゴー!』も、非常に好評だったため後に連載化、アニメ化、ゲーム化、映画化までされ、第一次ブームと同様に強力なメディアミックス戦略がブームをさらに加速させた。1ヶ月ごとにニューマシンが登場し、グレードアップパーツも次々と高性能なものが発売され、子供達の気持ちに必死になって応えようとするタミヤの気合が存分に感じられた。当時、各地の模型店や玩具店では最新マシンが発売されると即品切れ、次回入荷予定が未定となることもしばしばだった。
その後、走らせるわけではない魅せるためのディスプレイタイプのミニ四駆「リアルミニ四駆シリーズ」や、より高速走行が可能になった「エアロミニ四駆シリーズ」「マイティミニ四駆シリーズ」などの派生シリーズが生まれた。
ちょうどこの頃から各地の模型店や玩具店にてサーキット常設店が増え、店頭主催による「街角レース」と呼ばれるレースの開催が活発化していた。タミヤ公式レースのジャパンカップさながらの巨大なコースを用意して市民体育館などを借りてレースを行う店も多く、公式レースなど開催されない地方ではかなり盛況だった。また、『TVチャンピオン』（テレビ東京系）など、多くのテレビ番組にてミニ四駆の特集が組まれた。このブームに合わせて、小学校の理科教材にもミニ四駆に似た形状のものが現れた。
他社からも再びミニ四駆の類似品が発売された。例を挙げると、青島文化教材社からはアニメ『サイバーフォーミュラ』に登場するレーシングカーをモデルにした「テクニ四駆」や、アリイの「超スーパー四駆」という類似品が販売されている。しかし、マシン性能の上昇からか第一次ブーム期よりも参入メーカーは少なく、むしろマシン自体より、主に性能アップを主眼においたパーツ群を発売するメーカーが多かった。モーターは前述のとおり多くのメーカーから発売され、その性能の高さゆえ、レギュレーション無制限の街角レースが多く開催されていた時期もあった。一部の主催者によってはタミヤ公式ルールどおりのレースと無制限のレースを分けて行う場合があり、無制限のレースの参加費がやや高めであり、場所を借りて行う大会では特に高額となる傾向があった。これらの無制限マシンは俗に「フリースタイル」と呼ばれ、タミヤ製品とはまた違った道を歩むことになった。
この90年代に起こった第二次ブームでは1995年3月期で約200億円、1997年3月期の時点で480億円の売上高を達成するが、1998年3月期で200億円台、1999年で200億円を下回り下降していく。『爆走兄弟レッツ&ゴー!!』のTVシリーズは1998年末、漫画も1999年10月に終了。ジャパンカップも1999年で終了し、第二次ブームは終焉を迎えた。そしてミニ四駆のレース大会の模様を紹介していた『タミヤRCカーグランプリ』も1999年3月で終了し14年半の歴史に幕をとじ、2000年にはタミヤ公式レースもほとんど開かれなくなった。この第二次ブーム終了後、レーサー自身の年齢上昇という避けられない問題と、テレビゲーム機の高性能化を筆頭に遊戯王OCGやベイブレードなどのミニ四駆以外の玩具などが人気を集めている事などにより、ミニ四駆人気は下火となった。第二次ブーム終了後しばらくは派生商品であるダンガンレーサーやラジ四駆に主力を譲り、ミニ四駆の扱いは大幅に絞り込まれた。

### 第三次ブーム

#### 黎明期（2005年 - 2007年）
2000年以降は、ダンガンレーサーやラジ四駆への新製品の投入がメインだったため、ミニ四駆の新製品は従来車種のリメイク仕様が中心だった。大きな話題を呼ぶ新商品の登場が皆無だった状態の中、当時小中学生だった子供達が大人になったため、オークションサイトでは昔の生産停止品が高値で取引されていた。当時、非常に人気の高かったアバンテJr・アバンテ2001Jrを始めとして、『ダッシュ四駆郎』にて登場した各マシンのほか、ごく少量のみ生産された車種は数万円単位で取引されることもしばしばだった。
しかし、バンダイからミニ四駆を参考にした類似品であるバクシードシリーズが発売され人気を博するに及び、対抗する形で2005年から人気のあった旧車種の再発売を開始。その一環として「メモリアルボックス」というマシンのセットも販売され、その中には生産停止されていたグレードアップパーツ（主にボディ系パーツ）も付属されていた。
そして、対抗商品の本命として6年ぶりとなる本格的な新製品「ミニ四駆PRO」シリーズを2005年11月に投入する。このミニ四駆PROには、新開発のシャーシ「MSシャーシ」が採用されたことが大きな特徴であった。モーターと電池をシャーシ中央の低い位置に集中配置して前後の重量バランスを最適化するとともに低重心化を図った。今までのプロペラシャフトを使用した駆動方式から一変して、ダブルシャフトタイプのモーターを伝わって前後輪をダイレクトに駆動する、駆動抵抗の少ない構造となっている。また、前述のバクシードシリーズに対抗する必要から構造も意識したものとなり、シャーシを3分割としてカスタマイズの自由度がこれまで以上に高まった上に、従来のシャーシを上回る剛性を実現した。
主催の公式レース大会、いわゆるミニ四駆公認競技会の改革も行われ、今まで公式レース大会に参加できなかった高校生以上でも参加できる「エキスパートクラス」を新設。従来の中学生以下のレースは「ジュニアクラス」として、年齢によるクラス分けを行った（なお、この「大人が出場できない」という問題は特に第二次ブーム当時には「大人が作ったマシンを子供が走らせる」という歪な状況まで発生させており、「ミニ四ファイターV」においてもこの「代走問題」を指摘するエピソード が存在した）。このエキスパートクラスにより、過去2回のブームを収束させてしまう一因となっていた年齢上限を撤廃したことは画期的なことであった。エキスパートクラスの創設とミニ四駆PROの投入もあってバクシードからのユーザーの呼び戻しに成功し、後に第三次ブーム拡大へ発展する素地が作られた。エキスパートクラスでは、2007年まではミニ四駆PROのみ使用可能だったが、2008年よりすべてのミニ四駆が使用可能となり、「オープンクラス」と名称も改められた。
オープンクラス・ジュニアクラスとは別に、独自レギュレーションによるクラス分けの試みも行われた。直径26mm以下のタイヤの使用が義務付けられている「小径タイヤ限定クラス」、一部シャーシを除くレーサーミニ四駆のみの「クラシック部門」、2007年より初心者向けに、車検場に設置されているスピードチェッカーで時速を計測し、計測結果が25km/h以下でなければ出走できない「ルーキー部門」が主なものであった。
2006年2月1日には、主にミニ四駆を題材にしたビジネスを展開する企業「ミニ四駆ネットワークス株式会社」をケイブとタミヤの共同で設立。メディアミックスなどライツビジネスの展開、ショップの経営やイベントの企画運営に加え、ミニ四駆に関する世界観の創作などを行うと発表。第一弾の企画として、ミニ四駆を題材にしたフリーペーパー『少年アクセル』を全国のイベント会場や模型店にて無料配布した。
2006年に行われた文化庁メディア芸術祭の10周年記念アンケート「日本のメディア芸術100選」・エンターテインメント部門では20位にランクインし、その根強い人気を再確認するに至り、タミヤ側もミニ四駆のさらなる展開を企画するようになっていく。2006年6月からオンラインコミック『吉祥寺フェニックス』の配信を開始したのを皮切りに、同年7月からはソーシャル・ネットワーキング・サービス「ミニヨンクラブ」もサービス開始。主にインターネットを通じたプロモーションが積極的に行われた。
2007年はミニ四駆が発売されて25周年となり、その記念イベント「ミニ四駆まつり」を同年3月に開催。25周年記念セレモニー、歴史展示、ヒストリックカーミーティングなどが行われた。また、25周年記念企画としてデザインコンテストの開催し最優秀作品は「サバンナレオ」として商品化、年間チャンピオン戦の開催、静岡県の静岡県コンベンションアーツセンター（グランシップ）にて海外からの招待選手を交えて「ワールドグランプリ」を開催、『爆走兄弟レッツ&ゴー!!』の作者・こしたてつひろがデザインを手掛ける25周年記念モデル「バイソンマグナム」と「ロデオソニック」の発売などの様々な企画が立て続けに行われた。
ニュースサイトや雑誌社などメディア関係者を対象としたレース「プレスカップ」も開催され、レースの模様が各メディアにて取り上げられた。いずれも年齢は無制限で、「クラシック部門」以外は全てのミニ四駆が使用可能であった。プレスカップは後述する発展期には一時的に消滅するが、盛況期になりメディアレースや企業対抗レースという形で発展的復活がなされることになる。

#### 発展期（2008年 - 2011年）
ミニ四駆PROシリーズが発売してから、ミニ四駆公認競技会もやや試行錯誤の形が続いていたが、2008年以降は「オープンクラス」「ジュニアクラス」「限定クラス」の3クラスにまとめられるようになった。限定クラスのうち、2009年は小径タイヤ限定、2010年は大径タイヤ限定、2011年ならびに2012年途中までは、主催者指定のシャーシのみが出場できるシャーシ限定クラスが行われた。また2013年1月 - 3月には、2人1組で出場してリレーするタッグクラスが行われ、2014年からは親子で共同製作したミニ四駆で出場できる、子供ならびに初心者用のレース体験クラスとしてファミリークラスが行われている。
実施される公式レースの種類も、第一次・第二次ブームで行われていた「ジャパンカップ」は当面再開させない方針が採られた。そのため、1年を通じて各地で行われるGP大会(ニューイヤーGP・スプリングGP・サマーGP・オータムGP・ミニ四駆GP)が行われ、12月に各GP大会の優勝者同士によって行われる「年間チャンピオン戦」によって、その年の日本一が争われる方式となった。
プロモーション面では、ミニ四駆情報サイト「ミニ四駆オンライン」の開設のほか、ミニ四駆を題材にしたオンラインゲーム『ミニ四駆オンラインレーサー』を提携企業のケイブと共同開発、2007年4月20日より体験版の配信を開始した。その1年後の2008年「ワクワク無限大∞ミニ四駆ワールド」にタイトルを変更し、12月12日から1週間クローズドベータテストが実施、その後何度かベータテストが実施されて、2010年3月24日より正式サービス開始したが、不調に終わりサービスは早期で打ち切られた。
2008年以降、長い間ミニ四駆から離れていた第一次・第二次ブームを担った世代の呼び戻しに成功したことから、第二次ブーム収縮後の長い氷河期を経て、第三次ブームと呼べる活況を見せるようになった。ミニ四駆PROシリーズの展開と並行して、旧車種の再発売やリメイクを行ったこともそれを後押しし、模型店ではミニ四駆関連商品の売れ行きが大幅に伸び、2011年頃になるとマシンやパーツの品切れも起こるほどになった。
2010年には従来の公式レース大会とは別に、全国のミニ四駆取扱店（ミニ四駆ステーション）の店舗レースを勝ち抜いた、ステーション代表者同士による店舗対抗戦、ステーションチャンピオンシップがツインメッセ静岡で開催されるようになった。
2011年の公式大会動員数は約16,000人となり、第一次・第二次ブームを担った世代が親となり、子供と揃って参加する光景が多く見られるようになった。旧車種の再発売や、オープンクラスの常設化により年齢上限やシャーシによる出場制限が無くなったことで、ミニ四駆PROシリーズをはじめとした新世代のミニ四駆と、第一次・第二次ブーム時代の旧世代のミニ四駆とが入り乱れてレースを行う光景も見られるようになるなど、緩やかながらも順調にユーザーを増やしていった。

#### 盛況期（2012年 - ）
2012年になると、機は熟したと見たタミヤはそれまで開催を見送っていた「ジャパンカップ」を再開させることを決定した。13年ぶりに復活を果たしたジャパンカップには、それまでの公式レース大会を大幅に超える人数が参加、第三次ブームの到来を決定的なものとした。
ジャパンカップは2011年までに培ってきた公式レース大会の運営フォーマットを流用して行われたが、参加人数があまりにも短期間で急激に増えたため、十分に対応できたとは言い難い側面があった。その典型が、それまでオープンクラス・ジュニアクラスと並ぶ開催クラスであった限定クラスの自然消滅的な廃止で、2012年のジャパンカップ以降は、その開幕直前のミニ四駆GP東京大会(五反田で開催)まで行われていたシャーシ限定クラスは行うことができなくなったほどである（2012年のシャーシ限定クラスの年間チャンピオン戦は、1月 - 6月までに権利を獲得した選手のみを対象として12月に行われた）。
2012年以降、2013年・2014年・2015年・2016年・2017年・2018年・2019年とジャパンカップは連続開催されるようになり、公式レース大会の参加者は急激に増加し、それに伴いミニ四駆ステーションの数も大幅に増加した。
プロモーションにもさらに力が入れられ、2012年にTV番組「百識王」にて取り上げられたのを皮切りに、2013年・2014年にはテレビ東京系列にてミニ四駆の特集番組を放送し、従来のインターネット主体のプロモーションからの脱却を図った。さらに、「ミニ四駆超速ガイド」と呼ばれるオフィシャルガイドブックを2013年から毎年刊行している(学研・GetNavi)ほか、ミニ四駆を題材にしたコミック作品として「二ツ星駆動力学研究所」がとなりのヤングジャンプ上にて連載されるなど、積極的なメディア戦略を展開して新規ユーザーの獲得に努めた。一方で、2014年11月には小学館から対象年齢を大人向きにした『コロコロコミック』の不定期誌である『コロコロアニキ』が刊行されると、その中で『爆走兄弟レッツ&ゴー!!』の続編『爆走兄弟レッツ&ゴー!! Return Racers!!』の連載を開始。2015年3月刊行の第2号では『ダッシュ!四駆郎』の続編として『ハイパーダッシュ!四駆郎』の連載が開始され、2014年以降は『コロコロアニキ』を軸にして第一次・第二次ブーム世代の旧ユーザーの再取り込みを強化するプロモーション活動にシフトしつつある。
第三次ブームは、子供が主役を担った過去2回のブームとは違い、第一次・第二次ブームを担った世代が大人となり、再び主役となって子供を巻き込む形で展開していることが特徴となっている。

## ミニ四駆パーツ・ミニ四駆関連用品
タミヤが発売するミニ四駆の関連パーツ、関連用品には以下のものがある。

### ミニ四駆グレードアップパーツ
タミヤから発売されているオリジナルパーツである。ものによっては、マシンに直接取り付ける以外の使い方を想定されているが、加工して取り付けても公式大会に出ることができる（「ミニ四駆 キャッチャー」など）。
- グリス、オイル、ギヤ
- モーター
- タイヤ、ホイール
- ボディ
- ローラー
- ステー - FRP（強化プラスチック）やカーボンといった素材や厚さ以外に、スライドするなどの機構を備えたものもある。補強の他、取付穴を増やしたりといった機能も。
- ブレーキセット
- No.15183 ミニ四駆スピードチェッカー - 最高速を計測するためのシャシダイナモ。
- ミニ四駆 キャッチャー - 本来は高速化したミニ四駆を安全に止めるために、コース上に設置して使用するものだが、加工してプラスチックの板として使われることも多い。素材はポリプロピレン。

### ミニ四駆用ＡＯパーツ
ＡＯ(カスタマーサービスオリジナル）パーツはタミヤ・カスタマーサービスが提供するオリジナルパーツである。破損したパーツの修復用からマシンのカスタマイズまでアイデアを活かして自由に使用できる。

### ミニ四駆サーキット
タミヤからミニ四駆向けの1レーンずつフェンスがついたコースが発売されており、レーン数が2レーン、3レーン、5レーンがある。また、それを使用したレースが実施されている。またタミヤの公式レースでは販売されているものとは異なる、段差などの多いグレーの、5レーンタイプが基本的につかわれている。

### クラフトツール・ケミカル類
タミヤからミニ四駆向けにあらゆる工具が発売された。製造元はドライバーならアネックスツール、ナイフ・のこ系ならオルファなどであり、価格がやや高額である。

## 必要な工具類

### ノーマル車の組み立て
- ノーマル車組み立てに必要な工具として、キット説明書の《用意するもの》に次のものが記載されている。[15]
  - ニッパー
  - カッターナイフ
  - プラスドライバー
  - ピンセット
- 上記のものに平やすり・マイナスドライバーを加えたセットがタミヤから販売されている。[16]
  - タミヤ クラフトツールシリーズ No.16 ベーシックツールセット 74016[17]

### 改造に必要な工具類
- 一般的改造 - ここから多くの切削工具が必要となる。
  - やすり
  - ピンバイス
  - 瞬間接着剤
  - カッターのこ
  - ペンチ（特にラジオペンチ）
  - ノギス、物差し等のサイズ測定器具（公式ルールでサイズが厳しく定められているため）
  - 潤滑スプレー（シリコーンスプレー、KURE 5-56など） - グリースに比べ抵抗の少なさ、施工のしやすさから使われるケースがある。ただしオイルスプレー系は安価だが走行中にオイルを撒き散らすことが多いためミニ四駆付属のボールデフグリース、別売りのセラミックグリース、シリコーンスプレーが望ましい。
- ハードユーザーがよく使う工具 - 切削加工、とりわけFRP相手の作業が多くなるため電動工具類が多用される。これらはホームセンターで安売りされているものを使用しているユーザーがいる一方、中にはボール盤、さらには高性能の工作機械を使用するヘビーユーザーも存在する。
  - 電動ドリル
  - 電動リューター
  - ミニ四駆シャーシ一式 - ワークマシン（例）と称される。ギアやタイヤの加工をする際に旋盤のように切削工具と併用して使う。
  - ライターオイル、ブレーキクリーナー - ボールベアリングの脱脂・洗浄に使われる。
- 電動ドリル・電動リューターはタミヤから組み立てキットが発売されている。
  - タミヤクラフトツールシリーズ ドリル・ポンチ No.41 電動ハンディドリル　74041[18]
  - タミヤクラフトツールシリーズ ドリル・ポンチ No.42 電動ハンディリューター　74042[19]
  - タミヤクラフトツールシリーズ ドリル・ポンチ No.43 電動リューター用ビット5本セット　74043[20]

## レース大会
タミヤ主催の公式レース大会については、ミニ四駆公認競技会を参照。「ジャパンカップ」についてもこちらを参照。

## ミニ四駆を題材としたマンガ
- ダッシュ!四駆郎（1987年 - 1992年）（小学館 『月刊コロコロコミック』にて連載）（作者：徳田ザウルス）（全14巻） - 主にレーサーミニ四駆とワイルドミニ四駆
- ミニ四トップ（1988年 - 1991年）（小学館 学年誌にて連載）（作者：たなかてつお）（全6巻） - 主にレーサーミニ四駆
- レーサーミニ四駆世界グランプリ（1989年）（講談社 『コミックボンボン』にて連載）（作者：池田淳一）（全2巻） - 主にレーサーミニ四駆
- 爆走!ダッシュクラブ（1989年 - 1990年）（小学館 『月刊コロコロコミック』にて連載）（作者：樫本学ヴ）（全2巻） - 主にレーサーミニ四駆
- 燃えろ!アバンテ兄弟（1989年 - 1990年）（小学館 『別冊コロコロコミック』にて連載）（作者：こしたてつひろ）（全2巻） - 主にレーサーミニ四駆
- GO!GO!ミニ四ファイター（1989年 - 1991年）（小学館 『月刊コロコロコミック』にて連載）（作者：おちよしひこ）（全3巻） - 主にレーサーミニ四駆
- 風のレーサー侠（1993年）（小学館 『月刊コロコロコミック』にて連載）（作者：徳田ザウルス）（全1巻） - 主にスーパーミニ四駆
  - 風のレーサー侠外伝（1993年 - 1995年）（模型店で配布されているポスター/チラシにて連載）（作者：徳田ザウルス）（未単行本化） - 主にスーパーミニ四駆
- 真ダッシュ!四駆郎（1993年 - 1995年）（模型店で配布されているポスター/チラシにて連載）（作者：徳田ザウルス）（未単行本化） - 主にレーサーミニ四駆とワイルドミニ四駆
- 爆走兄弟レッツ&ゴー!!（1994年 - 1999年）（小学館 『月刊コロコロコミック』にて連載）（作者：こしたてつひろ）（全20巻） - 主にフルカウルミニ四駆、リアルミニ四駆とエアロミニ四駆
- ダッシュボーイ天（1995年 - 1997年）（小学館 学年誌にて連載）（作者：徳田ザウルス）（全2巻） - 主にスーパーミニ四駆
- ミニ四ファイターV（1995年 - 1999年）（小学館 『月刊コロコロコミック』にて連載）（作者：青木たかお）（全8巻） - 主にフルカウルミニ四駆とエアロミニ四駆
- ウイニング嵐（1997年 - 1998年）（小学館 学年誌にて連載）（作者：鈴木がんま）（未単行本化） - 主にスーパーミニ四駆とフルカウルミニ四駆
- 新世紀レーサーミニ四キッズ（1998年 - 1999年）（小学館 学年誌にて連載）（作者：姫川明）（全2巻〈電子書籍〉） - 主にスーパーミニ四駆とマイティミニ四駆
- ミニ四駆新世紀 BREAK IN（1998年 - 1999年）（小学館 学年誌にて連載）（作者：三徳信彦）（未単行本化） - 主にマイティミニ四駆
- 未来レーサーブイツイン（1999年 - 2000年）（小学館 学年誌にて連載）（作者：三鷹公一）（未単行本化） - 主にマイティミニ四駆
- 吉祥寺フェニックス（2006年 - 2007年）（ミニ四駆オンラインにて配信/フリーペーパー 少年アクセルにて連載）（未単行本化） - 主にミニ四駆PRO
- ミニ四駆レーサーカケル（2006年 - 2010年）（小学館 学年誌にて連載）（作者：坂井孝行）（全1巻） - 主にミニ四駆PRO
- 熱血!ミニ四駆スクール!!（2009年 - 2011年）（小学館 学年誌にて連載）（作者：こしたてつひろ）（未単行本化） - 主にミニ四駆PRO
- ミニ四バトラー牙（2010年 - 2011年）（小学館 学年誌にて連載）（作者：こしたてつひろ）（未単行本化） - 主にミニ四駆PRO
- ミニ四駆ちょうさ隊（2011年 - 2012年）（小学館 学年誌にて連載）（作者：こしたてつひろ）（未単行本化）
- ガッツリ!ミニ四駆劇場（2011年 - 2012年）（小学館 学年誌にて連載）（作者：こしたてつひろ）（未単行本化）
- 二ツ星駆動力学研究所（2013年 - 2015年）（集英社 『となりのヤングジャンプ』にて連載）（作者：林健太郎）（全3巻）
- 爆走兄弟レッツ&ゴー!! Return Racers!!（2014年 - 2021年）（小学館 『コロコロアニキ』にて連載）（作者：こしたてつひろ）（全6巻） - 主にフルカウルミニ四駆とリアルミニ四駆
- ハイパーダッシュ!四駆郎（2015年 - 現在）（小学館 『コロコロアニキ』にて連載）（作者：武井宏之）（既刊4巻） - 主にミニ四駆PRO
- レッツ&ゴー!! 翼 ネクストレーサーズ伝（2017年 - 2021年）（小学館 『コロコロイチバン!』にて連載）（作者：こしたてつひろ）（全5巻） - 主にフルカウルミニ四駆及び2017年以降のrav、PROシリーズ
- MINI 4 KING (2021年−現在）（小学館 『月刊コロコロコミック』→『週刊コロコロコミック』にて連載）（原案: 武井宏之 漫画：今田ユウキ）−主にレーザーミニ四駆

## ミニ四駆を題材としたゲーム
各方面で展開された作品から派生したゲームは各項目を参照のこと。

### 家庭用ゲーム
- レーサーミニ四駆 ジャパンカップ（1989年8月25日、ファミコン 、コナミ）
- ミニ四駆シャイニングスコーピオン レッツ&ゴー!!（1996年12月20日、スーパーファミコン、アスキー）
- ミニ四駆GB Let's&Go!（1997年5月23日、ゲームボーイ、アスキー）
- フルカウルミニ四駆スーパーファクトリー（1997年7月31日、セガサターン、メディアクエスト）
- ミニ四駆爆走兄弟レッツ&ゴー!! WGPハイパーヒート（1997年11月20日、プレイステーション、ジャレコ）
- ミニ四駆GB Let's&Go! オールスターバトルMAX（1998年6月19日、ゲームボーイ、アスキー）
- 爆走兄弟レッツ&ゴー!! エターナルウィングス（1998年7月30日、プレイステーション、ジャレコ）
- ミニ四駆レッツ&ゴー!! POWER WGP2（1998年10月1日、スーパーファミコン、任天堂）
- ミニ四駆DS（2009年12月17日、Nintendo DS、ロケットカンパニー）

### モバイル端末向け配信
- ミニ四駆GPX（2007年9月28日、アプリ、ケイブ）
- ミニ四駆GPX REVOLUTION（2009年3月24日、アプリ、ケイブ）
- ミニ四駆チャンピオンシップ（2010年1月27日、モバゲータウン、ケイブ）
- ミニ四駆ビクトリーロード（2011年1月19日、GREE、ケイブ）
- 爆走兄弟レッツ&ゴー!! ミニ四駆ワールドランナー（2015年6月1日、アプリ、ブシモ）
- ミニ四駆超速グランプリ (2020年1月15日、バンダイナムコエンターテインメント)

### PC用オンラインゲーム
- ワクワク無限大∞ミニ四駆ワールド（2010年3月24日、Windows、ケイブ）

## ミニ四駆関連の人物

### タミヤ社員および元社員
前田靖幸
通称「前ちゃん」。タミヤ退社後は、The 3DO Company（3DO社）、旧スクウェア（スクウェア・エニックス）を経て、「Jgame.com」を設立。後に楽天に買収され、楽天に勤務していた。退社後、株式会社リンクシンク代表取締役兼AQインタラクティブの執行役員を務め、2012年7月よりユビキタスエンターテインメント取締役CHOに就任している。
「ミニ四駆必勝マニュアル」2冊を執筆。かつてジャパンカップで限定販売されたZENチューンモーターや、グレードアップボディセットの「ア前テ」や「ホライ前」の名前の由来は彼である。ミニ四駆だけでなくRCカーにも精通しておりRC番組「タミヤRCカーグランプリ」のMCも務めていた。熊本県熊本市出身。ダッシュ四駆郎のクライマックスの「地獄キャラバン」が阿蘇山が舞台なのがそのためなのかは不明。コミック誌ダッシュ四駆郎14巻に熊本での中学時代のエピソードあり。
横山智佐のデビューシングルのカップリング曲「ミニ四ファイター組立てうた」では作詞とメインの歌唱を担当している。
ミニ四ファイター
イベントのパーソナリティ兼プロモーション担当。1995年のジャパンカップまで初代、同年のオータムカップより2代目へ交代。2代目は2007年12月2日に品川シーサイドフォレストで行われた年間チャンピオン決定戦関東大会終了後に引退を表明するまで12年間ファイターを勤めていた。どちらも元タミヤ社員。なお、ミニ四ファイター役だった声優の森久保祥太郎も、『おはスタ』でミニ四ファイターのコスプレをし山寺宏一の司会代理を務めていた。
横山智佐のデビューシングルのカップリング曲「ミニ四ファイター組立てうた」では初代ファイターが主に台詞を担当している（歌詞でも歌っていないとつっこまれている）。
メカニックマン (MCマン)
ミニ四ファイターたちと一緒に「タミヤRCカーグランプリ」に出演していた人物。主にコースや最新グレードアップパーツの紹介をしたり、ミニ四駆の様々な楽しみ方を伝授する役だった。「ミニ四ファイター組立てうた」のコーラスにも参加。
ラジコンマン (RCマン)
ミニ四ファイターたちと一緒に「タミヤRCカーグランプリ」に出演していた人物。「ミニ四ファイター組立てうた」のコーラスにも参加。
ミニ四ドクター
漫画『ミニ四ファイターV』の作中にも登場。メンテナンス方法などを解説する。MCガッツと共にプロモーション活動に参加している。
土屋博嗣
通称「土屋博士」。ミニ四駆の開発担当者。『爆走兄弟レッツ&ゴー!!』、『ダッシュボーイ天』の作中にも登場。
2012年7月19日に、肺がんにより56歳で死去。
MCガッツ
イベントのパーソナリティ兼プロモーション担当。当初は「ダンガンガッツ」としてダンガンレーサーのプロモーションを担当していたが、2006年6月より改名してタミヤ製品全般のプロモーションを担当。2008年3月2日に宇宙一せまい授業!（あっ!とおどろく放送局）に出演。

### 漫画家
徳田ザウルス
『ダッシュ!四駆郎』、『風のレーサー侠』、『ダッシュボーイ天』の作者、及びマシンデザインを手がける。横山智佐のデビュー曲「DASH!! -レーサーミニ四駆のテーマ-」の作詞、「ミニ四ファイター組立てうた」のコーラスにも参加した。2006年3月23日午前3時5分、急性心不全のため横浜市内の病院で死去。享年47。
大林かおる
『ラジコンボーイ』、『ラジコンリッキー』の作者、及びマシンデザインを手がける。ラジコン漫画であったが、第一次ブームの際、漫画原作のドラゴンシリーズがミニ四駆で発売され人気を博した。なお、「スーパードラゴンJr.」が発売されて以降、ほとんどのレーサーミニ四駆のコクピットは覆われたデザインになっている。
おちよしひこ
『GO!GO!ミニ四ファイター』の作者。
樫本学ヴ
『爆走!ダッシュクラブ』の作者。
こしたてつひろ
『燃えろ!アバンテ兄弟』、『爆走兄弟レッツ&ゴー!!』の作者。
たなかてつお
『ミニ四トップ』の作者。現在は航空漫画を執筆。
青木たかお
『ミニ四ファイターV』の作者。
林健太郎
『二ツ星駆動力学研究所』の作者。第三次ブーム初のオトナ向けミニ四駆漫画を執筆。
武井宏之
『ハイパーダッシュ!四駆郎』の作者。『MINI 4KING』の原案者や『ダッシュ!四駆郎』に登場する「ダッシュ3号 シューティング・スター」の原案者でもある。
今田ユウキ
『MINI 4 KING』の作画者。

### タレント、その他
春風亭昇太
タミヤRCカーグランプリの司会者で、時々ミニ四ファイターおよびミニ四ドクターと一緒にコーナーに出演していた。
横山智佐
デビュー曲「DASH!! -レーサーミニ四駆のテーマ-」がテーマソングとして使用され、ジャパンカップなどの大会にて歌われていた。CDのc/wは「ミニ四ファイター組立てうた」で前田靖幸とミニ四ファイター（初代）のデュエット曲。
単三電池
2006年初頭に結成。関川理沙、長岡美和、桜庭なおの3人からなるミニ四駆のプロモーションユニット。同年中頃からは3人が揃うことはなくなり、2007年1月20日の次世代ワールドホビーフェアにて解散を表明。桜庭単独で活動し続けた後、2008年9月24日付けのミニヨンクラブで活動休止を発表した。
桃井はるこ
自身のアルバム「Sunday early morning」に収録されている『Thunder Shot!』はサンダーショットMk.IIをイメージした楽曲として書き下ろされたものであり、タミヤの公式PV やイベント会場にて同楽曲が使用されている。アルバム「more&more quality RED 〜Anime song cover〜」では、横山智佐の「DASH!! -レーサーミニ四駆のテーマ-」をカバーしている。
また、コラボレーション商品として以下の特製ミニ四駆が発売されている。
- 『サンダーショットMk.II momo-iメタリックスペシャル』 - 2007年12月桃井はるこ誕生日イベントにて限定販売、後に一部のタミヤ公式イベントでウイング部分のステッカーデザインを変更し限定販売。前者は数千台ほどしか存在しない。カラーリングはメタリックピンクのボディとホイール・黒のシャーシとタイヤという仕様。コラボレーションの発端は、幼少時の桃井がクリスマスのプレゼント交換会で用意した「サンダーショットJr. ブラックスペシャル」が友達の女の子に受け取ってもらえなかったというエピソード（桃井はるこ著「アキハバLOVE」に収録）を耳にしたタミヤ社員がイベントでパネル展示したところ、好評を博したことから。
- 『サンダーショットMk.II 桃井はるこスペシャル』 - 2008年8月より限定発売。クリアピンクのボディ・蛍光ピンクのシャーシとタイヤ・白いホイール・オリジナルデザインステッカーという仕様で、取り扱い説明書もピンクの印刷。特典として桃井のポストカードが付属する。パッケージは「プラモのモ子ちゃん」のコスプレをした桃井の写真（撮影場所はタミヤ本社前、撮影はタミヤ社長の実弟でデザイナーの田宮督夫）。
- 『桃井はるこ Special ver.2 ホットショット Jr.（MSシャーシ）』 - 2008年11月29日より限定販売。前回同様オリジナルパッケージにポストカードを付属し、オレンジ色のボディ・蛍光オレンジのシャーシとタイヤ・ゴールドメッキのホイール・オリジナルデザインステッカーという仕様。蛍光オレンジのカラーリングは、桃井のライブ会場でファンが使用するウルトラオレンジにちなんだもの。なお、ホットショット Jr.（初代）は、幼少時の桃井が生まれて初めて手にしたミニ四駆である。

櫻井那琉
TABプロダクション所属の声優。2008年よりミニ四駆公式大会のMC、インターネットラジオ「ラジオ★ミニヨンクラブ」のパーソナリティを務める。
池澤春菜
テレビアニメ『爆走兄弟レッツ&ゴー!!』シリーズで、星馬豪と大神マリナ役を担当。2009年に行われた「ミニ四駆フェア2009」内の「ラジオ★ミニヨンクラブ」でゲスト出演。
逹瑯
HELLO WORLD (ラジオ番組)の2011年11月24日の「ミニ四駆」特集にゲスト出演。
鬼龍院翔（ゴールデンボンバー）
タミヤのTシャツを愛用しており、売り上げが伸びた。タミヤ本社からそのお礼が送られた際、彼は『レッツ&ゴー!!』シリーズの限定ミニ四駆を希望した。
根津孝太
自動車メーカー在籍歴のあるデザイナー。タミヤ製品ではミニ四駆PRO「アストラルスター」「ライキリ」、RCカー「ライキリGT」のデザインを手がける。

## 実車化計画
第二次ミニ四駆ブームの最盛期である1997年に、爆走兄弟レッツ&ゴー!!WGP 暴走ミニ四駆大追跡!の公開に合わせてガンブラスターXTOの実車化が行われた。
2015年6月10日、エアロアバンテ（以下「アバンテ」）を1/1の大きさに（実際に自力で走行可能な）実車化する「1/1 GIANT MINI 4WD PROJECT」（詳細はタミヤ・エアロアバンテの項目を参照）が発表された。この実車版アバンテは同年10月に完成し、「ミニ四駆ジャパンカップ2015 チャンピオン決定戦」が開催された東京都江東区「MEGAWEB」特設コースで初披露。以降もミニ四駆絡みのビッグイベント開催時には自走する機会の有無にかかわらず、しばしば展示されている。

## 派生・関連商品
- ダンガンレーサー - 1レーンに対して1台が原則のミニ四駆とは違い、1レーンで複数台を走行させることが可能で、迫力のある追い抜きやボディアタックが楽しめるシリーズ。
- ラジ四駆 - ミニ四駆にラジオコントロール機能を組み込んで加減速が可能になっているシリーズ。ラジオコントロールユニットを外せば通常のミニ四駆としても走行可能。
- ミニF - 軽量・低重心の2WDシャーシにフォーミュラカーをモチーフとしたボディを組み合わせたシリーズ。一時期は公式レースがミニ四駆と併催されていた。
- 楽しいトレインシリーズ - ダンガンレーサーとはシャーシを共有するが、実在の新幹線をモチーフとしたボディを組み合わせたシリーズ。
- 日産・キックス - 三菱自動車工業が製造・日産自動車が発売した、「日産ミニ四駆」を名乗った実車（軽SUV）。CMはタミヤが協力しており、CM用で実際にKIXをモデルにしたミニ四駆も制作された。(ただし当のパジェロミニ/KIXの市販ミニ四駆化は行われていない。)またCM中では「ミニ四駆はタミヤの登録商標です。」という旨のテロップも表示された。なお、CMのナレーションは『ダッシュ!四駆郎』の主人公、日ノ丸四駆郎を演じた野沢雅子が担当している。ちなみに実際にミニ四駆化された日産車にはキングキャブ（ダットラ）、テラノ（いずれもD21系。以上ワイルド）、Z33フェアレディZ（ラジ四駆）、限定モデルのBe-1（レーサー）、カルソニックスカイライン(R34、ラジ四駆)、三菱車は初代 - 3代目のパジェロ（コミカル）、ランエボVIIWRC（ラジ四駆）がある。